# Ciência e tecnologia na República Popular da China

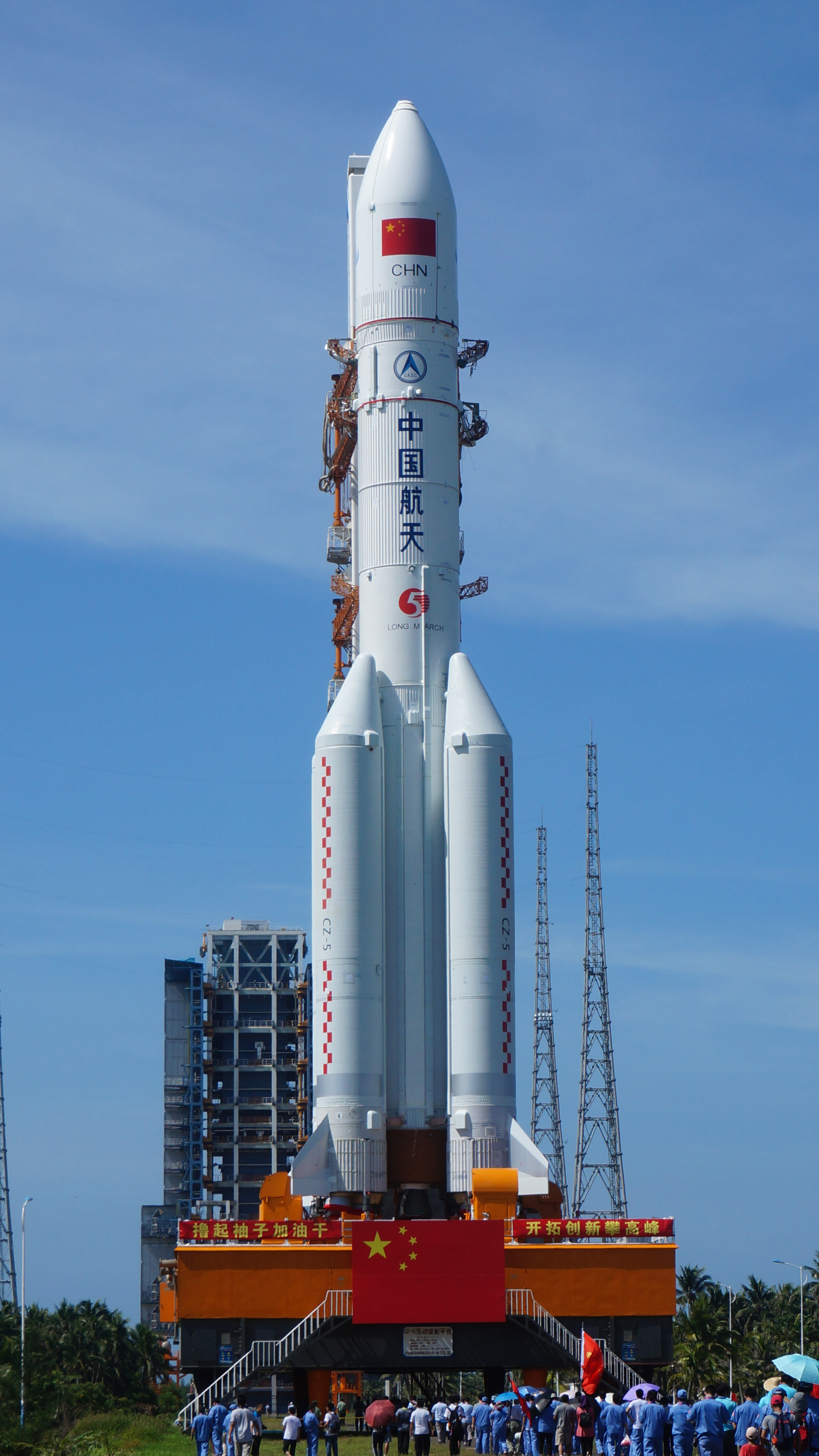
Foguete Longa Marcha 5, no Centro de Lançamento Espacial de Wenchang

A ciência e tecnologia na República Popular da China são responsáveis por vários dos mais importantes avanços na história da humanidade.  Desde o fim da Revolução Cultural que o país se tornou um dos líderes mundiais em poderes tecnológicos, gastando cerca mais de 100 bilhões de dólares em pesquisa e desenvolvimento apenas em 2011. A ciência e a tecnologia são vistas como vitais para a realização da coesão econômica e dos objetivos políticos do país, além de serem consideradas uma fonte de orgulho nacional a um grau às vezes descrito como "tecno-nacionalista". Quase todos os membros do Comitê Permanente do Politburo do PCC têm cursos de engenharia.
A República Popular da China está rapidamente desenvolvendo seu sistema de ensino, com ênfase na ciência, matemática e engenharia. Em 2009, o país produziu mais de 10 mil Ph.Ds graduados em engenharia e cerca de 500 mil BScs graduados, mais do que qualquer outro país. O país é também o segundo que mais publica trabalhos científicos no mundo, produzindo 121.500 só em 2010, incluindo 5.200 nos principais periódicos científicos internacionais. Empresas de tecnologia chinesas, como a Huawei e a Lenovo, se tornaram líderes mundiais em telecomunicações e computação pessoal, e os supercomputadores chineses são consistentemente classificados entre os mais poderosos do mundo. A China é ainda o maior investidor mundial em tecnologia de energias renováveis.

## Atualidade

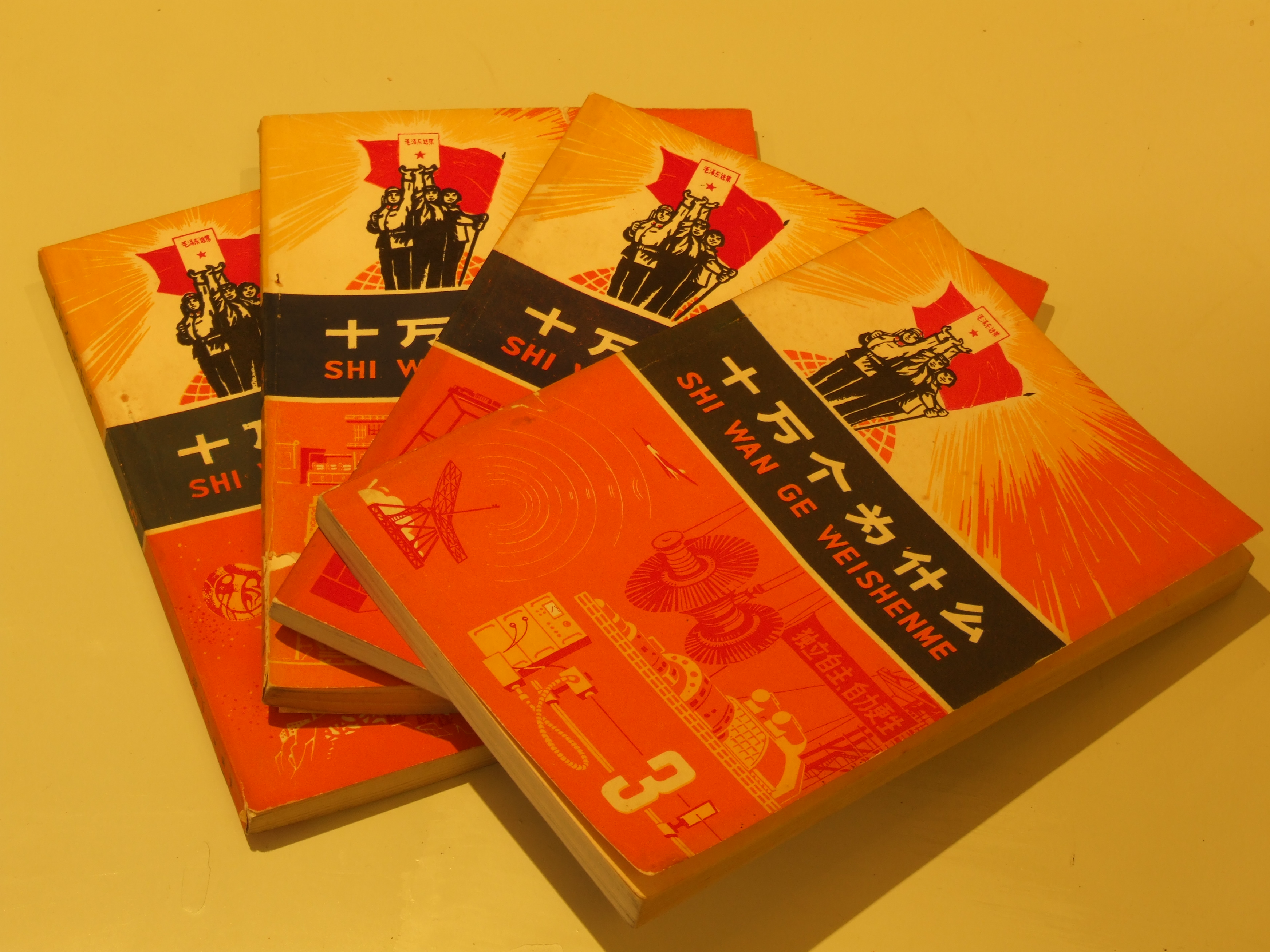
Uma série de livros de ciência chinesa publicada na década de 1970

Atualmente, os cientistas chineses têm pelo menos uma chance tão boa de causar um impacto global na ciência dentro da própria China. Vem sendo comum os pesquisadores de pós-doutorado chineses obterem experiência em um laboratório líder no ocidente e depois voltarem para casa, onde o governo chinês os ajudará a montar um laboratório que eclipsará seus concorrentes ocidentais. Muitos foram atraídos pelo Plano Milhares de Talentos, no qual cientistas com menos de 55 anos (cidadãos chineses ou não) têm posições de tempo integral em universidades e institutos de prestígio, com salários e recursos maiores do que o normal. O número de artigos publicados por cientistas chineses quadruplicou entre 2000 e 2009, quando 125 mil artigos foram publicados de acordo com a Thompson Reuters. Em contraste, o Japão teve 78.500 trabalhos publicados em 2009. Segundo um relatório da Royal Society Science Academy, a China subiu do sexto para o segundo lugar na autoria mundial de artigos de pesquisa científica entre os períodos 1993-2003 e 2004-08. Em janeiro de 2018, a fundação nacional de ciência dos Estados Unidos informou que o número de publicações científicas da China em 2016 superou em número as dos EUA pela primeira vez: 426.000 contra 409.000. Os dados de publicação e citação da China foram comparados com os dados correspondentes para as outras três nações do BRIC (Brasil, Rússia e Índia) e mostrou que a China domina as nações do BRIC em termos de publicações e citações.
A esperança da China de se tornar um inovador global tem raízes anteriores à era Xi Jinping. Em 2006, o presidente Hu Jintao lançou o Plano de Médio e Longo Prazo para o Desenvolvimento de C&T, de 15 anos, que pedia à China que iniciasse um ambicioso programa de “inovação indígena”.  Em 2013, sob o presidente Xi, foi anunciada a iniciativa “Made in China 2025” (制造 制造 2025), exigindo manufatura de alta qualidade e impulsionada pela inovação, alimentada pelo investimento em talento humano. Foram identificados dez setores prioritários, a maioria dos quais exigirá tecnologias inovadoras para se tornarem competitivas globalmente.  Dois anos depois, foi anunciado o 13º Plano Quinquenal da China (2016-2020), que incluía métricas específicas para alcançar metas de inovação em campos de vanguarda, como nanotecnologia e comunicação quântica; números específicos de citações acadêmicas, patentes e contratos técnicos; e até “porcentagem de cidadãos com conhecimento científico”.  O plano enfatizava o “desenvolvimento de talentos” como uma estratégia prioritária, exigindo o fortalecimento “do treinamento e uso de talentos científicos e tecnológicos inovadores de grupos minoritários, além de valorizar e aumentar a proporção de talentos científicos e tecnológicos femininos”. Tais objetivos devem ser alcançados através da reforma educacional e do recurso a talentos estrangeiros.  O objetivo de “aumentar de forma abrangente a capacidade de inovação das universidades” deve ser alcançado de várias maneiras, incluindo “acelerar a construção de um sistema universitário moderno com características chinesas, implementar e ampliar a autonomia legal das instituições de ensino superior, promover a inovação na educação”.
As autoridades chinesas estão buscando domínio científico com determinação sistemática. A despesa anual em pesquisa e desenvolvimento na China aumentou de 1995 a 2013 por um fator de mais de 30, e alcançou US $ 234 bilhões em 2016. Dr. Mu-Ming Poo, do Instituto de Neurociência da Academia Chinesa de Ciências, em Xangai, retomou: “O governo está começando a reconhecer que o grande investimento e o recrutamento de talentos do exterior não são suficientes. Precisamos construir infraestrutura e mecanismos que facilitem a inovação na China. ”Isso não é fácil e não será rápido. "Oficialmente, os líderes do governo dizem que correr riscos é permitido, mas o sistema de avaliação de cientistas e projetos e a filosofia e métodos de instrução nos currículos universitários não são compatíveis com essa política."  Uma das formas mais controversas de as instituições chinesas incentivarem seus pesquisadores a publicar artigos de alto nível é oferecer incentivos em dinheiro. Um estudo descobriu que, em média, um artigo na Nature ou Science poderia render ao autor um bônus de quase US $ 44 mil em 2016. O maior prêmio oferecido foi de US$165 mil para um único trabalho, até 20 vezes o salário anual de um professor universitário. Cientistas nascidos na China ganharam o Prêmio Nobel de Física quatro vezes, e o Prêmio Nobel de Química e Fisiologia ou Medicina uma vez. respectivamente.
A ciência chinesa vem avançando aos trancos e barrancos e se movendo rapidamente para se tornar uma força importante na pesquisa aplicada e básica. John Pomfret , em 2010, escreveu no Washington Post: “A China investiu bilhões em melhorar sua posição científica. Quase todo ministério chinês tem algum tipo de programa para ganhar uma vantagem tecnológica em tudo, de mísseis a remédios ". Em maio de 2010, a China revelou o segundo supercomputador mais rápido do mundo. A empresa BGI, baseada em Shenzhen, sequenciou os genes de uma galinha, um bicho-da-seda, um panda, uma variedade de arroz e restos humanos de 4 mil anos da Groenlândia. Com a compra de 128 máquinas de sequenciamento de ponta em 2010, o BGI sozinho chegou perto de superar as capacidades de seqüenciamento genético de todos os Estados Unidos e foi certificado como satisfazendo os requisitos da ISO9001: 2008 para a concepção e prestação de serviços de sequenciamento de alto rendimento. No mesmo ano, o BGI Americas foi estabelecido com seu escritório principal em Cambridge, Massachusetts e a BGI Europe foi estabelecido em Copenhague. A BGI fez o sequenciamento do genoma para o surto letal de E. coli O104: H4 em 2011, em três dias, sob licença aberta. Apesar da reputação da China quanto à regra autoritária e hierárquica, na ciência a abordagem parece ser a de garantir que os principais pesquisadores recebam apoio financeiro e recursos.
Em seu discurso de três horas no 19º Congresso do Partido Comunista, em 18 de outubro de 2017, o presidente Xi Jinping reafirmou seu “sonho chinês:” a China, afirmou ele, “está se aproximando do centro do cenário mundial” e se tornará “um líder global em Em termos de força nacional abrangente e influência internacional. ”Até 2050, ele disse, a China se tornará“ um líder global em termos de força nacional abrangente e influência internacional que se aproximar do centro do cenário mundial ”. A inovação em ciência, tecnologia e bens e serviços resultantes é central para essa visão, mas um sistema universitário moderno com características chinesas provavelmente enfrentará os desafios.

### Indústria bélica
A amarga experiência da China com a assistência militar soviética na década de 1950 e com a assistência semelhante do Ocidente nas décadas de 1970 e 1980 fez pouco para dissipar as lembranças chinesas persistentes de maus tratos por estrangeiros. Essas atitudes derivadas historicamente têm implicações importantes para a importação de armas e pesquisa tecnológica e políticas de desenvolvimento na China nos anos 90. O isolamento histórico da China de grande parte do resto do mundo ao longo da maior parte de sua longa história levou a uma certa dose de suspeita e desconfiança na China em relação às idéias e influências estrangeiras. Tais sentimentos foram fortalecidos pela visão de que a China estava no "centro do mundo" em todos os aspectos, e não estava dada a aceitar a suposta superioridade das coisas estrangeiras. Esses princípios profundamente enraizados também influenciam o modo como as aquisições de armas e tecnologia de armas estrangeiras ocorreram.

Diante dessas dificuldades, devemos continuar nossas pesquisas científicas, especialmente os projetos de defesa de alta tecnologia. . .? . . . Algumas pessoas disseram que as dificuldades eram tantas e tão formidáveis que deveríamos retardar o desenvolvimento de técnicas de defesa sofisticadas. . . . Minha atitude foi clara o tempo todo: por mais de um século, os imperialistas intimidaram, humilharam e oprimiram a China. Para acabar com essa situação, tivemos que desenvolver armas sofisticadas. . . Nie Rongzhen, Marshal of the PLA, 1985
A busca da China por armas estrangeiras avançadas e tecnologia de armas era parte integrante de suas ambições regionais e globais de longa data e, portanto, continua a ser um aspecto significativo da ciência e tecnologia chinesas para o planejamento de segurança do país.

### Aeronáutica e Astronáutica

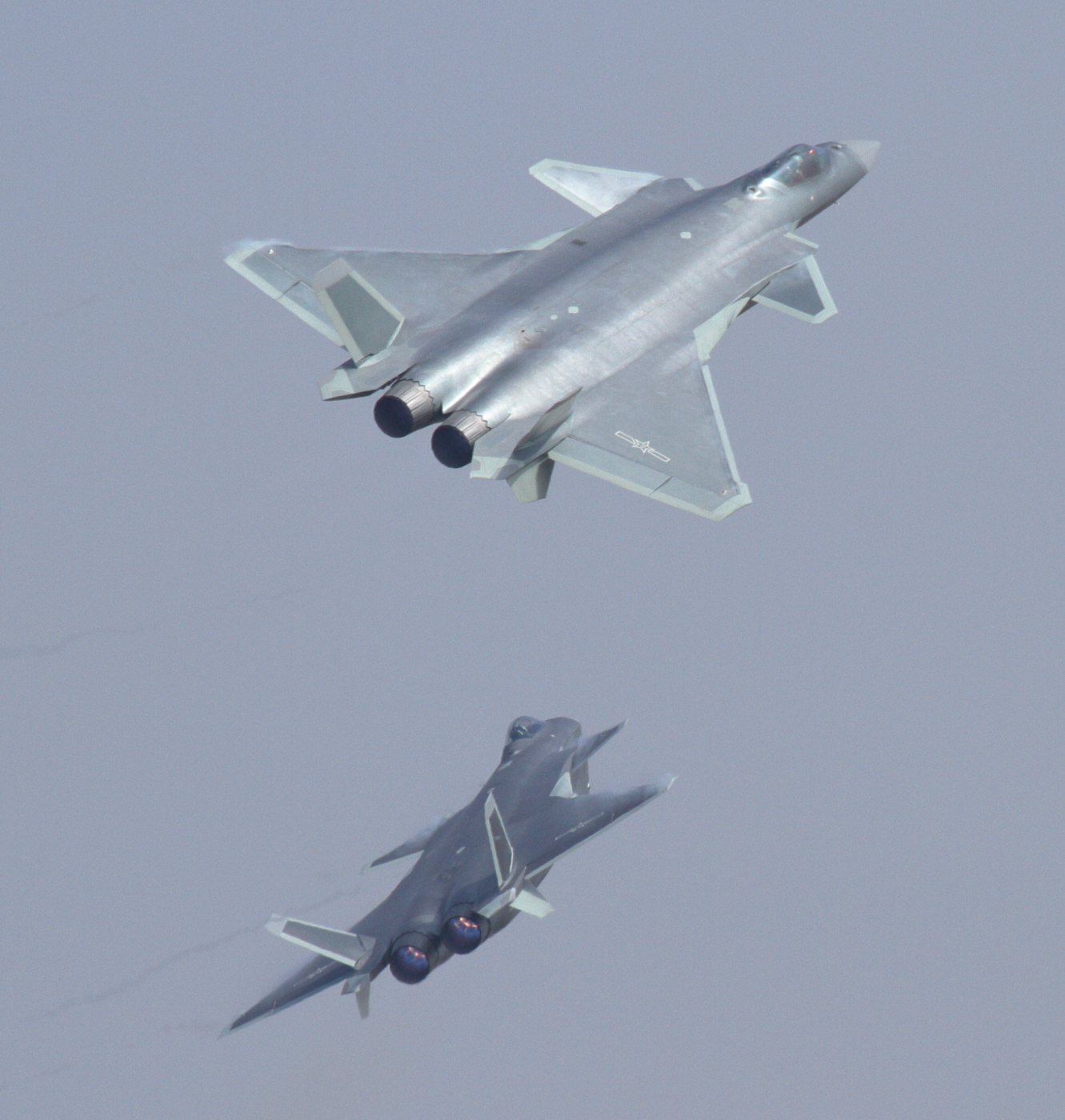
Os dois Chengdu J-20s fazendo sua primeira aparição pública no Airshow China 2016

O desenvolvimento de uma indústria de aviação chinesa começou em 1949 por causa dos requisitos de defesa. Ambas as instalações e aeronaves foram derivadas de tecnologia e equipamentos soviéticos. Em 1960, os chineses retomaram a operação indígena dessas instalações, mas continuaram a produzir derivados de motores e aeronaves soviéticos.  Vários laboratórios foram criados em meados da década de 1960, mas durante a Revolução Cultural (aproximadamente de 1966 a 1976) a ênfase  do desenvolvimento técnico nacional inibiu seriamente suas atividades. Como resultado desta história, as observações da delegação da AIAA indicaram que a indústria aeronáutica chinesa em 1980 era competente em manufatura e em pesquisa teórica básica, mas limitada em pesquisa aplicada, desenvolvimento, projeto e integração de sistemas O avançado é compartilhado com a indústria aeronáutica não militar e promoveu o crescimento em todas as áreas relacionadas. Por exemplo, a China tem o mercado aéreo de passageiros que mais cresce em qualquer país do mundo (em número total de passageiros) e entre 2009 e 2014 o número de passageiros aumentou mais de 47%, de 266 milhões para 391 milhões.. Em dezembro de 2017, havia 229 aeroportos comerciais na China O Aeroporto Internacional de Beijing Daxing será muito mais que um aeroporto. Quando concluída até outubro de 2019, será uma nova aerotrópole, um centro de tráfego aéreo, ferroviário de alta velocidade, metrô, rodovia e até mesmo de bicicleta.
No final da Guerra Fria, a indústria de aviação chinesa entrou em um novo estágio de desenvolvimento depois de mais de trinta anos de esforços incessantes, especialmente depois da Terceira Sessão Plenária do Décimo Primeiro Comitê Central do Partido Comunista da China, quando as políticas de ordem do caos, retificação, reforma e abertura para o mundo foram adotadas. Em 29 de outubro de 2015, o Conselho de Estado divulgou uma notificação para incentivar e apoiar o desenvolvimento de infraestruturas espaciais civis. No mesmo ano, o primeiro lote de empresas aeroespaciais comerciais apareceu na China. Muitas novas empresas entraram na indústria aeroespacial comercial na China, apoiada pelo governo. A maioria dos CEOs vem de agências aeroespaciais do governo ou instituições científicas nacionais.
No século XXI, a indústria da aviação chinesa havia se tornado um sistema industrial com uma gama relativamente completa de categorias e uma base mais sólida. A construção de modernização socialista da China, centrada na construção econômica, estava se desenvolvendo vigorosamente. O Estado e a sociedade tinham uma demanda urgente por aeronaves civis. O desenvolvimento de aeronaves civis foi agora enfatizado pelo Estado e medidas políticas positivas foram tomadas em conformidade.

#### Tecnologia Aeroespacial
A história da exploração espacial na China remonta a 900 d.C., quando os inovadores no país foram os pioneiros dos primeiros foguetes rudimentares. Embora a China não tenha participado da corrida espacial de meados do século XX, o país começou a fazer viagens espaciais no final dos anos 1950. A Administração Espacial Nacional da China enviou o primeiro astronauta chinês ao espaço em 2003.
Suas missões Chang'e (1-4) demonstraram que a China não só podia orbitar e pousar na Lua, mas também operar um rover com sucesso.  Chang'e tornou-se a primeira espaçonave a pousar suavemente na Lua desde a Lua 24 da União Soviética em 1976. Em 24 de novembro, a Administração Espacial Nacional chinesa lançou o Chang’e 5 - o mais recente da série.
A Corporação de Ciência e Tecnologia Aeroespacial da China (CASC), oficialmente estabelecido em julho de 1999 como parte de um esforço de reforma do governo chinês, tendo anteriormente feito parte da antiga Corporação Aeroespacial da China. Várias encarnações do programa datam de 1956. A CASC fornece serviços de lançamento comercial para o mercado internacional e se tornou uma das organizações mais avançadas do mundo no desenvolvimento e implantação de tecnologia de propelente de alta energia, impulsionadores de conexão e lançamento de vários satélites no topo de um único foguete. Em 28 de dezembro de 2016, a empresa lançou o Superview 1A e 1B a bordo de um foguete LongMarch 2D, dois satélites de imagem da Terra equipados com resolução óptica de 0,5 metro. Esses satélites foram descritos na época como os primeiros de uma eventual constelação de 24 satélites compostos de 16 satélites ópticos, 4 satélites ópticos de alta resolução e 4 satélites de imagem de radar.  Sua série Rainbow de drones em dezembro de 2019 estava sendo exportada para a Arábia Saudita, Emirados Árabes Unidos, Egito e Paquistão. Em 5 de agosto de 2018,  CASC anunciou o primeiro voo de Xingkong-2, um avião de voo hipersônico baseado na tecnologia de navegação sonora e informou também que em dezembro, o país lançou a primeira espaçonave que pousou no lado oculto da lua em janeiro de 2019. Pesquisadores da Universidade de Chongqing - que projetaram a experiência da "mini-biosfera lunar" anunciaram que pela primeira vez, um broto de algodão cresceu na Lua.  Outra embarcação, que decolou em 2 de fevereiro de 2019, será a primeira a trazer as rochas lunares de volta à Terra desde 1976. Em 11 de janeiro, a China anunciou que a missão de Chang'e 4 foi "um sucesso total". Os dois componentes da sonda robótica Chang'e 4, o módulo de pouso e o astromóvel, Yutu 2 - ou Jade Rabbit 2 - tiraram fotos uns dos outros que foram transmitidas para o controle de solo por meio do satélite de retransmissão Queqiao.
A China fez muitos avanços na área espacial com veículos lançadores, como também na área de pesquisa e desenvolvimento não só na área militar com os mísseis. Os veículos da família Longa Marcha, tem suas origens na família de mísseis Dongfeng. Por exemplo, o Dongfeng-41 (DF-41, CSS-X-10), um míssil balístico intercontinental de combustível sólido, em serviço desde 2017, tem um alcance operacional entre 12.000 km. O 4º Instituto de Pesquisa da Corporação de Ciência e Tecnologia Aeroespacial da China (CASC) testou duas vezes, em 2017, um motor de ramjet, uma arma hipersônica que triplicou o alcance dos mísseis ar-ar chineses existentes naquela época. Ele pode se mover com a velocidade de mais de 6200 km/h e em tais velocidades é provável que seja indetectável aos sistemas defensivos normais.

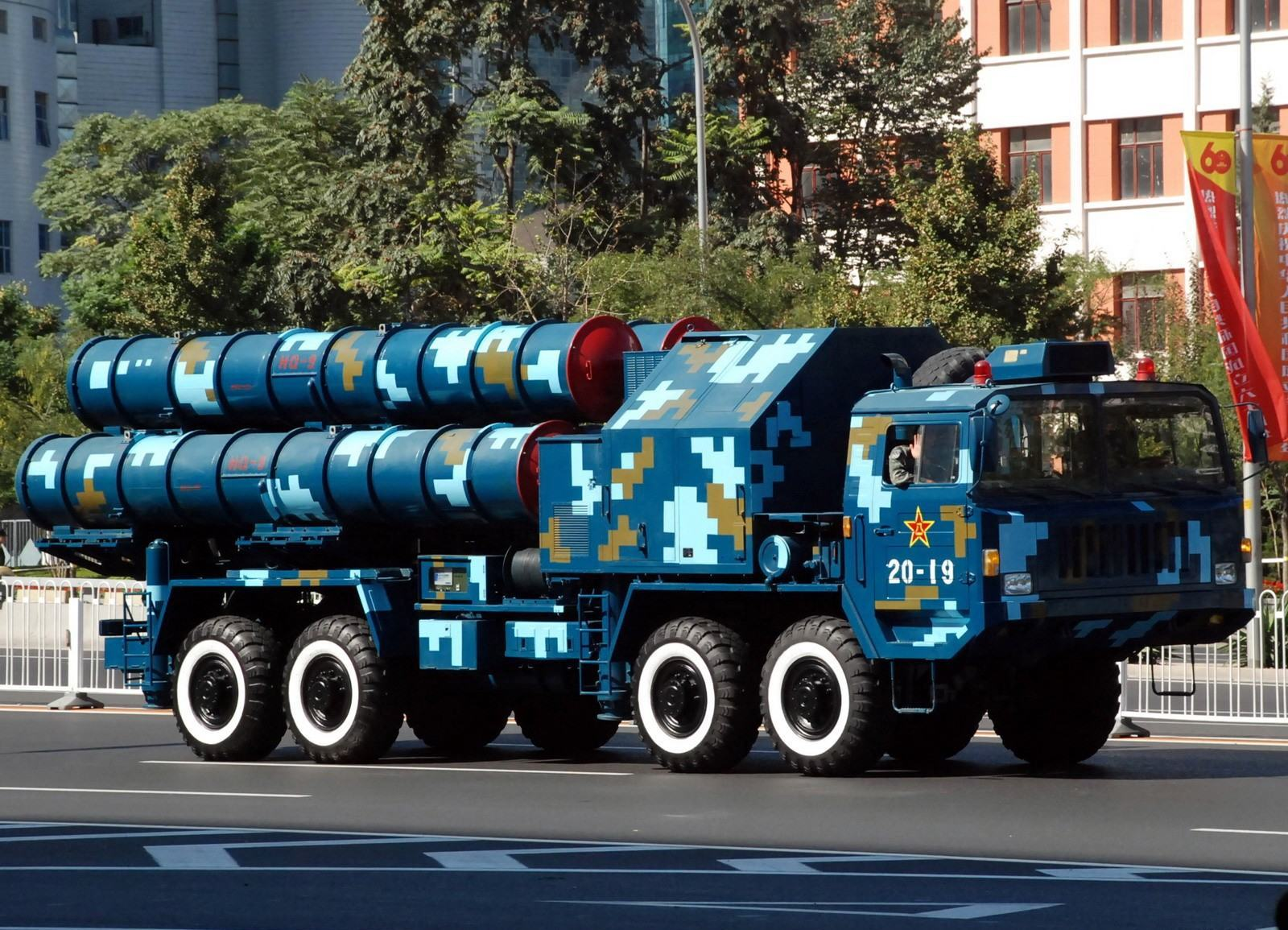
Lançador portátil HQ-9 durante o 60º aniversário da China em 2009, Pequim

Na área de drones, a China é o líder mundial e junto com os Estados Unidos e Israel são amplamente reconhecidos como líderes da indústria na tecnologia VACNT.  A indústria de drones é caracterizada e conduzida por uma empresa: Da-Jiang Innovations (DJI). A DJI tem mais de 70% do mercado global para a indústria de drones, com faturamento de US $ 2,7 bilhões em 2017. Nenhuma empresa sediada no Ocidente é capaz de competir com a integração completa da cadeia de suprimentos, manufatura, ritmo inovador e suporte logístico que define a empresa sediada em Shenzhen.  A empresa chinesa EHANG quer transformar drones em um serviço de táxi e construiu um quadcopter capaz de transportar passageiros O VACNT Wing Loong ID, o mais recente modelo da série Wing Loong Unmanned Aircraft, desenvolvida internamente, completou com sucesso seu primeiro voo no sudoeste da China em 2019.
O ambiente econômico e político da China impulsiona a adoção de drones de todos os tipos, mobilidade aérea pessoal e camadas de infraestrutura digital que fazem tudo funcionar. É a capacidade do governo chinês de investir pesadamente nos setores de tecnologia e aeroespacial, apoiando ambos por meio de agilidade regulatória que pode ser seu maior patrimônio. A iniciativa “Made in China 2025”, do presidente Xi, desempenha um papel importante na nacionalização e liderança global da indústria aeroespacial. A China está projetada para se tornar o maior mercado mundial de aviação de passageiros até 2024.  Por meio de um tremendo investimento na China, as empresas de tecnologia voltadas para a mobilidade buscam redefinir como densos centros populacionais e comunidades rurais dispersas movimentam pessoas, bens e serviços. A partir de 2014-17, o investimento em plataformas automotivas, tecnológicas e de e-commerce representou mais de US $ 50 bilhões, já superando o resto do mundo.  Um dirigível tripulado, que está sendo desenvolvido pela Aviation Industry Corp of China, planeja conduzir seu primeiro voo em 2020. O dirigível virá em dois tipos, um pilotado e outro remotamente controlado, e espera-se obter a certificação da autoridade de aviação civil em 2021.
Em 2021, a China se tornou o segundo país depois dos EUA a pousar com sucesso uma espaçonave na superfície de Marte. China, no mês de abril, o país enviou o módulo central de 22 toneladas da Estação Espacial Chinesa para a órbita baixa da Terra. No final de junho, uma missão de carga e tripulação seguirá para colocar a estação operacional. Em 2022, quando concluído, ele se juntará à Estação Espacial Internacional liderada pelos Estados Unidos como a única estação espacial totalmente funcional. Também em 2021, a construção da Estação Espacial Tiangong (chinês simplificado: 天宫, pinyin: Tiāngōng, lit. ‘Palácio Celestial’), é a terceira fase do programa Tiangong. É construida em cima da experiência anterior, da Tiangong 1 e Tiangong 2. Os líderes chineses esperam que a pesquisa realizada na estação aperfeiçoe a habilidade da realização de experimentaos científicos no espaço, além da duração oferecida pelos laboratórios espaciais chineses.

##### Pesquisas nos EUA e na China
A história de Tsien Hsue-shen encapsula dois dos temas que se repetem na história espacial entrelaçada dos EUA e da China: forças políticas maiores desempenham um papel substancial na formação do desenvolvimento da tecnologia espacial, e o desejo dos EUA de moldar o acesso de um concorrente à tecnologia espacial pode ter um efeito substancial não intencional e consequências indesejáveis. A pesquisa, o desenvolvimento e a operação da tecnologia espacial dos EUA e da China estão amplamente separados pelo menos até 2021: pouca interação direta e substantiva ocorre entre as atividades espaciais comerciais e governamentais dos países. As políticas dos EUA e da China atualmente mantêm essa separação, mas a política dos EUA tem impulsionado extremamente a separação desde o final da década de 1990. Desde 1999, os controles de exportação dos EUA têm inibido a maioria dos intercâmbios comerciais, acadêmicos e governamentais sobre tecnologia espacial; e desde 2011, a lei dos EUA tem inibido ainda mais as interações bilaterais entre a NASA e o governo chinês em tópicos civis e científicos.
O Laboratório de Física Aplicada da Universidade Johns Hopkins concluiu que se pelo menos os Estados Unidos se mostrarem comprometidos a estender a separação atual é possível ao longo da década de 2020: "A aplicação contínua de controles de exportação para a China limitará a transferência de tecnologias de satélite e foguetes dos EUA, e as restrições ao engajamento espacial civil limitarão o intercâmbio de conhecimento gerencial, operacional e técnico associado aos programas espaciais nacionais. Novas políticas poderiam tentar reduzir o vazamento de tecnologia pela Europa. Se ampliarmos ou preservarmos a separação atual, que mundo futuro podemos esperar?  Em primeiro lugar, não devemos esperar que a China tenha tecnologia espacial qualitativamente inferior como resultado dessa separação em uma década. A  América tem mais pontos fortes e provavelmente manterá muitas vantagens específicas nas atividades espaciais; mas, no total, também não devemos esperar que a China não tenha grandes capacidades de tecnologia espacial que os Estados Unidos possuem. As capacidades espaciais chinesas terão pontos fortes e fracos diferentes dos dos Estados Unidos, refletindo assimetrias maiores em nossas histórias, políticas, organizações governamentais, economias e parceiros internacionais. Moldar nossos pontos fortes e fracos relativos será um fator importante de longo prazo para os tomadores de decisão dos EUA."  Em 2020, prof. Matthew Daniels, especialista sênior do Gabinete do Secretário de Defesa e assessor do MIT apontou que na década de 1990, as decisões dos EUA sobre os controles de exportação de tecnologia espacial na China tiveram um impacto enorme na indústria chinesa entretanto, "Preservar a atual separação EUA-China no espaço pode ter vários benefícios, mas a análise acima sugere que há uma incerteza particular sobre a capacidade dessa separação de prolongar os pontos fracos da tecnologia espacial chinesa. [...] Um foco na primazia espacial dos EUA sugere que a separação contínua é o melhor caminho; um foco maior nos Estados Unidos desempenhando um papel de ordenador internacional e gerenciando riscos de conflito no espaço sugere algum relaxamento estreito dessas políticas, principalmente em atividades espaciais civis".

#### Tecnologia hipersônica

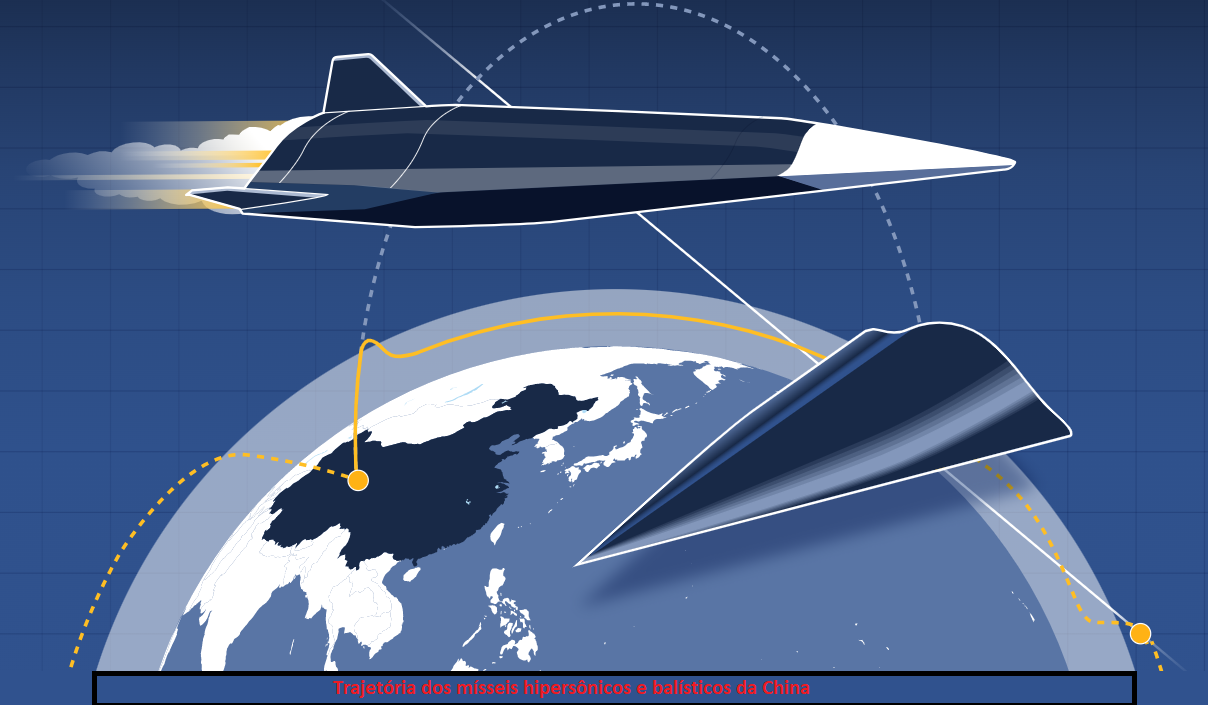
Trajetória dos mísseis hipersônicos e balísticos da China

A China vem trabalhando para desenvolver voos através da atmosfera abaixo de altitudes de cerca de 90 km em velocidades superiores a Mach 5 há vários anos. Os mísseis hipersônicos são armas difíceis de detectar que podem atingir pelo menos cinco vezes a velocidade do som. A China testou o FJ ABM na Guerra Fria, mas acabou sendo cancelado.
China testou com sucesso suas capacidades de interceptação exoatmosférica em um teste em 2010 e também em um teste em 2013, sendo o segundo de dois países capaz de fazê-lo. A tecnologia antimísseis é bem sucedida até hoje. O sistema BMD foi novamente testado em 8 de setembro de 2017 e foi considerado bem-sucedido. O PLA desenvolveu atualmente a série KT de mísseis antibalísticos e também adotou capacidades antibalísticas limitadas no HQ-9, série KS e HQ-16.
A China, em 2022, alcançou progressos importantes na abordagem da dificuldade principal de identificar um alvo móvel em altas velocidades. Desenvolveu um míssil hipersônico de busca de calor capaz de atingir um alvo em movimento a 6.174 km/h. O míssil hipersônico chinês tem capacidade nuclear e é quase impossível de se rastrear o caminho devido à sua trajetória imprevisível.

### Clonagem, embriologia e virologia
Desde o seu estabelecimento em 2002, a capacidade de pesquisa científica do CDC chinês alcançou grandes melhorias e quase mil programas de pesquisa científica foram aprovados, recebendo financiamento de pesquisa de 2,85 bilhões de iuãs. As subvenções anuais aprovadas aumentaram de 60 projetos para mais de 156.
O maior impulso da China em CRISPR foi na agricultura, mas os pesquisadores também estavam aplicando o editor em grande escala em animais, com órgãos de porco para transplantes humanos como o objetivo mais provocador. E a China está explorando agressivamente a edição do genoma na medicina, tendo lançado desde 2017 mais ensaios clínicos usando o CRISPR, principalmente para câncer, do que qualquer país.   A Universidade Médica de Guangzhou usou uma técnica de edição de genes CRISPR para induzir artificialmente uma mutação em células humanas e torná-las resistentes ao HIV, o vírus que causa a AIDS.
Enquanto mamíferos de ovelhas (Dolly em 1997) para porcos, cães e vacas foram clonados antes, os primatas têm sido um problema. Mu-Ming Poo e seus colegas resolveram o problema tratando os óvulos de macacos nos quais o material genético do indivíduo clonado foi colocado com um coquetel de moléculas que despertam os genes necessários para promover o desenvolvimento em um embrião. A equipe chinesa até agora só produziu filhotes de macacos saudáveis clonando células de outros fetos de macacos, não de macacos adultos.   Em outubro de 2018, pesquisadores criaram camundongos saudáveis com duas mães usando a tecnologia CRISPR, esse feito que pode ajudar os pesquisadores a entender melhor a reprodução dos mamíferos. Apesar das questões éticas que cercam essa pesquisa, a magnitude e o custo do trabalho já realizado reforça a sensação de que, quando a China puser em foco uma meta científica ou tecnológica específica, nada a deterá.
A China se tornou, em 2017, o líder mundial em ciência de células-tronco e medicina regenerativa. Pesquisadores da Universidade Sun Yat-sen, em Guangzhou, criaram surpresa alarmante quando em 2015 anunciaram o primeiro uso de edição genética de alta precisão (CRISPR/Cas) em um embrião humano - não para medicina reprodutiva, mas para examinar a viabilidade da técnica para editar uma doença - usando embriões de fertilização in vitro que não poderiam desenvolver mais. Isso levou a outra equipe de cientistas em 2018 a usar a técnica de Crispr para reparar uma mutação causadora de doenças em embriões humanos viáveis. Os cientistas chineses corrigiram uma mutação que causa a síndrome de Marfan, uma doença incurável do tecido conectivo que afeta cerca de 1 em 5.000 pessoas. Em estudo CRISPR, em 2015, 36 pacientes com câncer de rim, pulmão, fígado e garganta tiveram células removidas de seus corpos, alteradas com CRISPR e, em seguida, infundidas em seus corpos para combater o câncer, em 2015. Outros estudos chineses procuraram usar o CRISPR para tratar o HIV, o câncer esofágico e a leucemia.  Pacientes na China e nos Estados Unidos, em 2017, ficaram elegíveis para participar do primeiro ensaio de câncer CRISPR de Fase 1 do gene humano. Ainda em 2017, apresentou a primeira aplicação do sistema CRISPR/Cas9 em bovinos. Pesquisadores miraram o gene NRAMP1 com efeitos reduzidos (fora do alvo), criando bovinos transgênicos com maior resistência à tuberculose.  Ao final de fevereiro de 2018, havia nove estudos clínicos registrados testando células editadas por CRISPR para tratar vários tipos de câncer e infecção por HIV na China,
No mesmo ano, as gêmeas, chamadas Lulu e Nana, supostamente tiveram seus genes modificados antes do nascimento por uma equipe científica chinesa usando a ferramenta de edição CRISPR. O objetivo era tornar as meninas imunes à infecção pelo HIV, o vírus que causa a AIDS. Mas uma pesquisa de 2019 mostra que a mesma alteração introduzida no DNA das meninas, a exclusão de um gene chamado CCR5, não apenas torna ratos mais inteligentes, mas também melhora a recuperação do cérebro humano após um derrame e pode estar ligado a um maior sucesso escolar  Ao final de 2018, pelo menos 86 pessoas tiveram seus genes editados, e havia evidências de pelo menos 11 ensaios clínicos chineses usando CRISPR.  A inovação técnica CRISPR foi transferida para outros setores econômicos.
Cientistas chineses realizaram, em 2019, um experimento no qual criaram macacos transgênicos carregando um gene humano que é importante para o desenvolvimento do cérebro. Adicionando a versão humana de MCPH1 para embriões de macacos resultou em nenhum dos macacos terem cérebros maiores do que o normal, mas todos eles testaram melhor que a média em testes de memória e em habilidades de processamento.
A China está dando grandes passos em outras áreas da ciência biológica também. As ondas de gripe aviária mortais que afligiram o país desde que foi detectada pela primeira vez em 2013 forneceram uma necessidade muito urgente de pesquisa em virologia. Pesquisadores chineses aprenderam muito sobre epidemias virais. Pesquisadores se concentraram em entender como vírus "zoonóticos", como a gripe aviária, que passam de animais para humanos, são transmitidos através das espécies. Eles também analisaram as estruturas e os mecanismos moleculares dos vírus da Sars, Ebola, Zika e MERS (Síndrome Respiratória do Oriente Médio), que potencialmente representam ameaças globais.

### Geologia, paleontologia e arqueologia

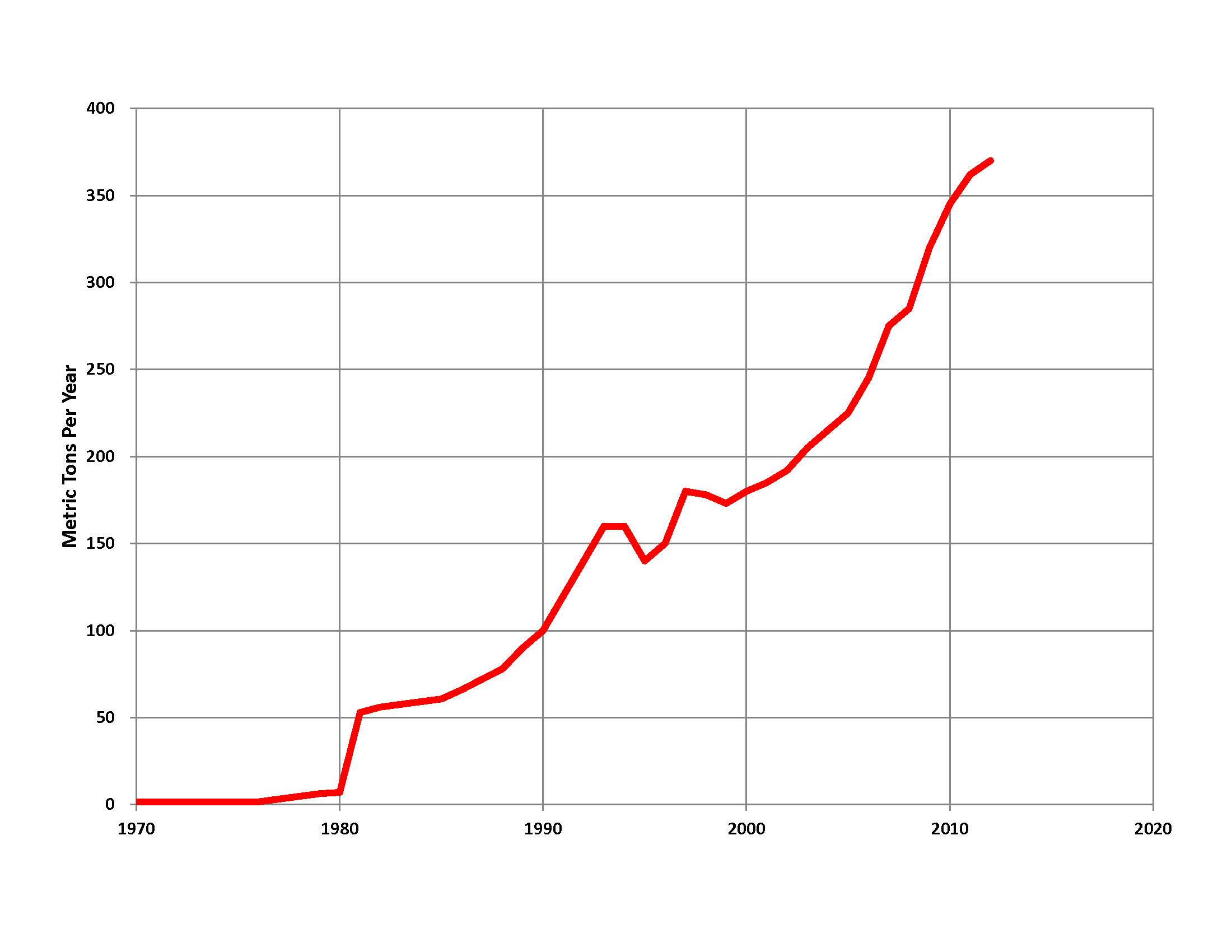
Produção de ouro das minas na China

Durante os primeiros dias da República Popular, um exército de geólogos, arqueólogos, paleontólogos e outros especialistas em recursos naturais foram treinados para o levantamento de recursos naturais do país. A geologia moderna era esperada para desenvolver a indústria de mineração na China. Esse exército de cientistas treinados inspecionou os recursos naturais em toda China. De acordo com Jianbo Liu, um membro da faculdade de ciências da terra da PKU, na época, milhares se formaram em geociências. Esse trabalho parou durante a Revolução Cultural do final dos anos 1960 e 1970 e só começou a se recuperar nos anos 80. As descobertas recolhidas por minerologistas e geólogos, mais tarde, deram as bases científicas à criação, em 1983, da Mineração de metais não ferrosos da China (Group) Co., Ltd. (中国有色矿业集团公司) e a Corporação do Grupo Nacional de Ouro da China (中国黄金集团公司), estabelecida no início de 2003 com base na "China Gold General Corporation" fundada em 1979. Em 2006, o ranking classificou a China como a terceira maior produtora do mundo e para o ano de 2007, a produção de ouro subiu 12% de 2006 para 276 toneladas tornando a China a maior produtora de ouro do mundo pela primeira vez - superando a África do Sul, que produziu 272 toneladas, mas a expansão da exploração aumentou sua produção nos anos de 2010, com um aumento de quase 70%. Em 2012, a produção de ouro da China foi estimada em 370 toneladas, superando qualquer outro país no mundo.
Esta busca de recursos leva ao desenvolvimento de múltiplas disciplinas como estratigrafia, geologia histórica, tectônica, paleontologia, sedimentologia, geografia física e geografia histórica humana, que pode ser popularmente chamada de paleogeografia da China, criada em dezembro de 2002, durante o 197º Simpósio de Conferência de Ciência em Xiangshan.  No século XX, os arqueólogos fizeram dezenas de milhares de descobertas na China. Em 2001, o Instituto de Arqueologia da Academia Chinesa de Ciências Sociais (chinês simplificado: 中国社会科学院考古研究所) organizou uma pesquisa de especialistas que selecionou as 100 maiores descobertas arqueológicas da China no século XX, com o Yin Xu recebendo a maioria dos votos. A reputação da China como uma potência paleontológica é em grande parte graças ao anúncio da descoberta em 1996 do Sinosauropteryx prima, o primeiro exemplo de um dinossauro com "filamentos emplumado", em Liaoning.

### Química, ciência dos materiais e nanotecnologia
A ciência de materiais é um campo multidisciplinar que incorpora elementos da química aplicada e da física. As áreas de nanociência e nanotecnologia são algumas das sub-disciplinas mais populares de engenharia de materiais e ciência. Além de utilizar materiais como metais, cerâmicas, polímeros, biomateriais e outros, os engenheiros de materiais também descobrem e criam novos tipos de materiais, possibilitando novos avanços tecnológicos.

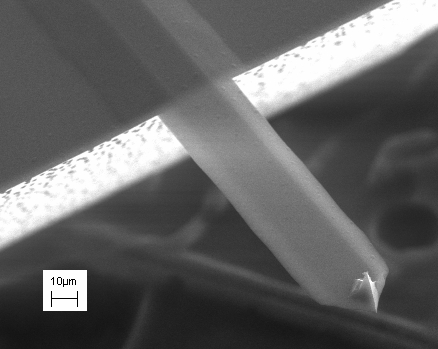
Estrutura em consola AFM típica

A indústria de nanotecnologia da China se desenvolveu rapidamente em pouco tempo. Em 2006, a China se tornou uma das principais nações em nanotecnologia, além dos EUA, Alemanha e Japão. A China fez vários avanços na nanotecnologia de ponta desde 2010, que terão aplicações significativas em veículos elétricos, impressão industrial e saúde pública. Um estudo de 2012 descobriu que a participação da China em trabalhos acadêmicos no campo da nanotecnologia aumentou de menos de 10% em 2000 para quase um quarto em 2009 e ultrapassou os Estados Unidos em primeiro lugar, e ficou em segundo lugar no número de patentes concedidas.
O governo da China incentivou novas tecnologias baseadas em materiais, que poderiam colher recompensas financeiras. A frase "made in China" já foi uma acusação de produtos baratos de qualidade questionável; por outro lado, uma empresa na China demonstrou recentemente um smartphone totalmente flexível com uma tela de grafeno, o primeiro do seu tipo, enquanto o primeiro jato comercial projetado e construído inteiramente na China (Comac C919) foi apresentado em 2016. A China, nesse mesmo ano, criou uma bateria de lítio capaz de armazenar com segurança 300 watt horas por quilo de massa, o que poderia impulsionar mais de 500 quilômetros no sedan elétrico EV 200. Em 2019, pesquisadores chineses desenvolveram materiais anódicos semelhantes a corais baseados em silício para substituir a grafite convencional. O desempenho da bateria deste material pode funcionar bem mesmo sob carga ultra-rápida para anodos de teste em meia célula (emparelhamento com ânodo de metal de lítio) e célula completa (emparelhamento com cátodo que imita os cátodos comerciais reais) como baterias de íons de lítio (LIBs ).  Os nanomateriais também ajudaram a China a desenvolver um novo método de impressão que é econômico e não produz resíduos corrosivos ou venenosos. O nanomaterial chinês usado nos filtros de água pode efetivamente purificar o arsênico e o flúor, e os nômades só precisam trocar os filtros uma vez por ano, tornando a água limpa mais barata e acessível.
A contribuição da China para os trabalhos de nanociência do mundo tem crescido por décadas e 2016 foi mais de um terço do total. A Fundação Nacional de Ciências Naturais da China (NSFC) divulgou que a China investiu US $ 4 bilhões em pesquisa em 2016. De acordo com seu plano, isso aumentará para US $ 6 bilhões em 2020, o que representa cerca de 2,5% do PIB da China. Isso colocaria a China no bom caminho para se tornar líder em ciência e inovação até 2050, de acordo com a meta do governo.
A ciência dos materiais é altamente ativa na China, contribui com novas tecnologias para ajudar a impulsionar a economia e oferece aos pesquisadores uma plataforma de alto perfil para demonstrar as capacidades de pesquisa. De acordo com o Instituto de Informação Científica e Técnica da China, que é afiliado ao Ministério da Ciência e Tecnologia, a China contribuiu com cerca de um quarto de todos os artigos acadêmicos publicados em todo o mundo em ciência e química de materiais e 17% dos publicados em física entre 2004 e 2014, mas apenas 8,7% daqueles em biologia molecular e genética. Isso, no entanto, representa um aumento acentuado de apenas 1,4% da participação mundial de publicações em biologia molecular e genética em 1999-2003.
Durante os 6.000 anos da civilização chinesa, a química desempenhou um papel essencial. Os sinos de bronzes do Período dos Reinos Combatentes mostram não apenas a excelência dos instrumentos musicais na China antiga, mas também os avanços tecnológicos da metalurgia.  A química contemporânea só surgiu no século XVIII na Europa. Embora os antigos chineses não soubessem o que eram elétrons, átomos ou moléculas, os progressos feitos por nossos ancestrais chineses em metalurgia, medicamentos, pólvora, cerâmicas e materiais, pigmentos e corantes, e muitos outros podem ser considerados realizações espontâneas, que agora são classificadas. na categoria de ciências químicas na China. Apesar de toda essa longa história ainda em meados do século XX, a economia chinesa era basicamente agrária; no entanto, em 1949, a China estabeleceu uma indústria química moderna. Durante as realocações de universidades e disciplinas em todo o país, em 1952, os departamentos de química das universidades de Tsinghua e Yanjing ingressaram no Departamento de Química da PKU. O Departamento de Química da PKU foi renomeado como CCME em 1994. O CCME até 2010 educou e treinou cerca de 15.000 cientistas. Yuan Tseh Lee foi laureado com o Nobel de Química de 1986 devido aos seus contributos relativamente às dinâmicas de processos elementares químicos.
Em síntese inorgânica e química preparativa, pesquisadores chineses, em 2017, desenvolveram técnicas para produzir zeólitas sintetizadas com diversas estruturas e propriedades em poucas horas, utilizando sistemas ultra reativos e em, 2019, uma equipe de cientistas da Academia Chinesa de Ciências transformou o cobre em um material quase idêntico ao ouro. As nanopartículas de cobre alcançaram um desempenho catalítico extremamente semelhante ao do ouro ou da prata. Este método chinês injeta uma grande quantidade de energia nos átomos de cobre e torna os elétrons mais densos e estáveis; assim, pode resistir a altas temperaturas, oxidação e erosão.

### Ciências da computação e internet

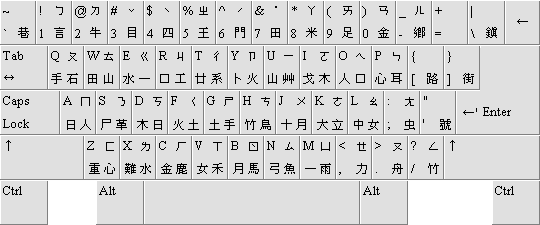
Layout do teclado chinês tradicional

Em 1957, o bloco soviético obteve uma grande vitória tecnológica com o Sputnik 1. No ano seguinte, a liderança comunista da China lançou o Grande Salto Adiante. Na primavera de 1959 em Cuba, os guerrilheiros de Fidel Castro forçaram o presidente Fulgencio Batista ao exílio. O plano do presidente Dwight D. Eisenhower, a fim de recuperar o ímpeto e demonstrar que ainda estava no comando dos assuntos mundiais, foi anunciar o primeiro computador chinês do mundo. O computador chinês foi lançado porque os Estados Unidos precisavam de uma vitória da Guerra Fria. A invenção do primeiro computador chinês seria uma grande vitória, um "presente" do capitalismo para o povo chinês. Mas, na verdade, os pensamentos de Eisenhower eram de que quem possuísse tal dispositivo poderia inundar o mundo com textos chineses a um ritmo nunca antes visto - potencialmente uma grande vantagem de propaganda. O "sinótipo", uma máquina criada por Samuel Hawks Caldwell, o pai da computação chinesa, foi a base do computador chinês. Caldwell descobriu que os textos chineses, apesar de serem uma linguagem não-alfabética, exibiam sua própria "ortografia", tornando possível construir um computador para o idioma chinês. Caldwell procurou a ajuda de Lien-Sheng Yang. Em vez do layout de teclado QWERTY, eles equipam as teclas do sinótipo com pinceladas chinesas, que o datilógrafo usaria para compor - ou mais precisamente para descrever e reestabelecer - caracteres chineses. Em 1960, Caldwell morreu e sem sua liderança pioneira, o entusiasmo nos círculos militares diminuiu.
Mas a estrutura conceitual e técnica que Caldwell e sua equipe haviam estabelecido permaneceria fundamental para a computação chinesa até os anos 80. O projeto renasceu como Sinotype II, que se afastou da entrada de teclado original baseada em traços de Caldwell em direção à entrada do Pinyin cada vez mais popular - um sistema baseado na fonética desenvolvido na segunda metade do século XX. Ao longo de tais mudanças, no entanto, os principais princípios de projeto de Caldwell persistiram - acima de tudo, o preenchimento automático, que permaneceria como parte central da computação chinesa por seis décadas.
O professor Wang Yunfeng, o líder de um projeto universitário, renovou seus contatos com a comunidade técno-científica alemã  enquanto estudava maquinaria em Berlim como estudante nos anos 1940, na fundação Humboldt.  Ele ajudou a criar uma cooperação de rede de computadores sino-alemã, levando ao E-Mail “Através da Grande Muralha, podemos chegar a todos os cantos do mundo” em 14 de setembro de 1987, teve sua origem em um projeto do Banco Mundial de 1982, 19 universidades chinesas foram equipadas com computadores SIEMENS. A cooperação durou 12 anos, até maio de 1994, quando a China tinha sua própria ligação direta com serviços completos de Internet e assumiu a responsabilidade total.
A China esteve na Internet intermitentemente desde maio de 1989 e de forma permanente desde 20 de abril de 1994 e se tornou comercialmente disponível na China até 1995, mas o uso da Internet tem crescido enormemente desde então. De acordo com o Centro de Informações da Rede de Internet da China (“CNNIC”), existiam, em 2007, 162 milhões de usuários da Internet na China. Este é um aumento enorme em comparação com os 620.000 usuários que a CNNIC registrou pela primeira vez quando eles começaram a monitorar os usuários da Internet em 1997. Uma razão para isso é que, durante o regime de Mao Zedong, a China se desligou economicamente do resto do mundo. Antes de 1995, o Partido Comunista Chinês (PCC) pensou em não permitir que a própria Internet se tornasse legal na China, mas depois de perceber seus benefícios econômicos, eles mudaram de ideia. Eles achavam que precisavam da Internet para continuar sua modernização científica e se tornarem economicamente poderosos. Durante o Movimento Democrático Estudantil na Praça da Paz Celestial, os estudantes se comunicaram com o mundo exterior usando máquinas de fac-símile (“fax”), que era uma nova tecnologia na época.   A Internet é, obviamente, uma ferramenta muito mais poderosa do que as máquinas de fax, já que os usuários não só podem se comunicar uns com os outros, mas a Internet também fornece informações aos usuários. Pode ser usada para coordenar protestos contra o PCC, e é por isso que o governo chinês decide controlar seu uso. Com o objetivo de controlar o uso da Internet pelas pessoas, o governo chinês precisa de leis rígidas para regular o uso. Desde que a Internet foi comercializada em 1995, mais de sessenta conjuntos de regulamentações foram emitidos para controlar o conteúdo na Internet. Em um artigo de 2005 do Centro de Informações da Internet da China, a China tinha acordos cooperativos intergovernamentais de ciência e tecnologia (C&T) com 96 nações, programas cooperativos de C&T com 152 nações e regiões, e participava de mais de 1.000 organizações internacionais de cooperação científica e tecnológica. Trocas internacionais de ONGs e atividades de cooperação aumentaram.  Yahoo! foi criada na China em 1999 e possui um mecanismo de busca em chinês. Desde 2005, o MSN Spaces está disponível na China e em 2006, o Google lançou uma versão de seu mecanismo de busca para o mercado chinês.
Em 2015, com a apresentação e implementação do plano de ação  Internet+, os impactos da internet em toda a sociedade vão para um nível superior. Como testemunha do desenvolvimento da internet, a CNNIC expandiu e aprofundou de maneira correspondente sua pesquisa sobre a aplicação da Internet na sociedade como um todo. Ainda em 2015, a China adicionou sete novos pontos de acesso para a espinha dorsal da internet do mundo, somando-se aos três pontos que se conectam por meio de Pequim, Xangai e Guangzhou. Naquele ano, a China tinha 688 milhões de usuários de Internet, com um aumento anual de 39,51 milhões. A taxa de penetração da Internet atingiu 50,3%. O número de usuários de Internet móvel na China atingiu 620 milhões, um aumento de 63,03 milhões em relação ao final de 2014.
Em março de 2017, havia cerca de 700 milhões de usuários de internet chineses, e muitos deles têm uma conexão de internet de alta velocidade. A maioria dos usuários vive em áreas urbanas, mas pelo menos 178 milhões de usuários residem em cidades rurais. Dr. Jianping Wu, um pioneiro chinês da Internet foi incluído no Hall da Fama da Internet em 2017, por suas contribuições para a tecnologia, implantação e educação na Internet na China e na Ásia-Pacífico.  Embora a taxa de penetração da Internet na China, em 2018, era de 60% (829 milhões de usuários), sua escala significa quase três vezes o número de usuários da Internet nos Estados Unidos. O número de usuários da Internet na China rural aumentou de 13 milhões para 222 milhões em 2018, aumentando a taxa de penetração de 35% para 38%. A população da internet móvel ultrapassou 847 milhões na China e o país tinha 433 milhões de usuários de transmissão ao vivo em junho de 2019.

#### Tecnologia 5G
As estações base da rede 4G da China responderam por metade do total mundial. A China pretende concluir a construção da rede 5G durante o período do 14º Plano Quinquenal (2021-25), quando um progresso considerável será feito na velocidade e cobertura da rede; e a Huawei disse que lançará suas redes 6G em 2030, que são 50 vezes mais rápidas do que 5G.

#### Informação Quântica
De links de comunicação inseguros a dados inadequadamente protegidos na nuvem, vulnerabilidades em computadores, redes e internet estão por toda parte. Mas os físicos quânticos chineses estão trabalhando desde 2010s para acabar com essas fraquezas.  Em 2013, os vazamentos de Snowden da NSA revelaram a extensão total das capacidades e atividades dos serviços de inteligência dos EUA na China. Análise pelo link do think-tank de Washington disse que essas revelações assustaram o governo chinês em busca de novas soluções de segurança cibernética.

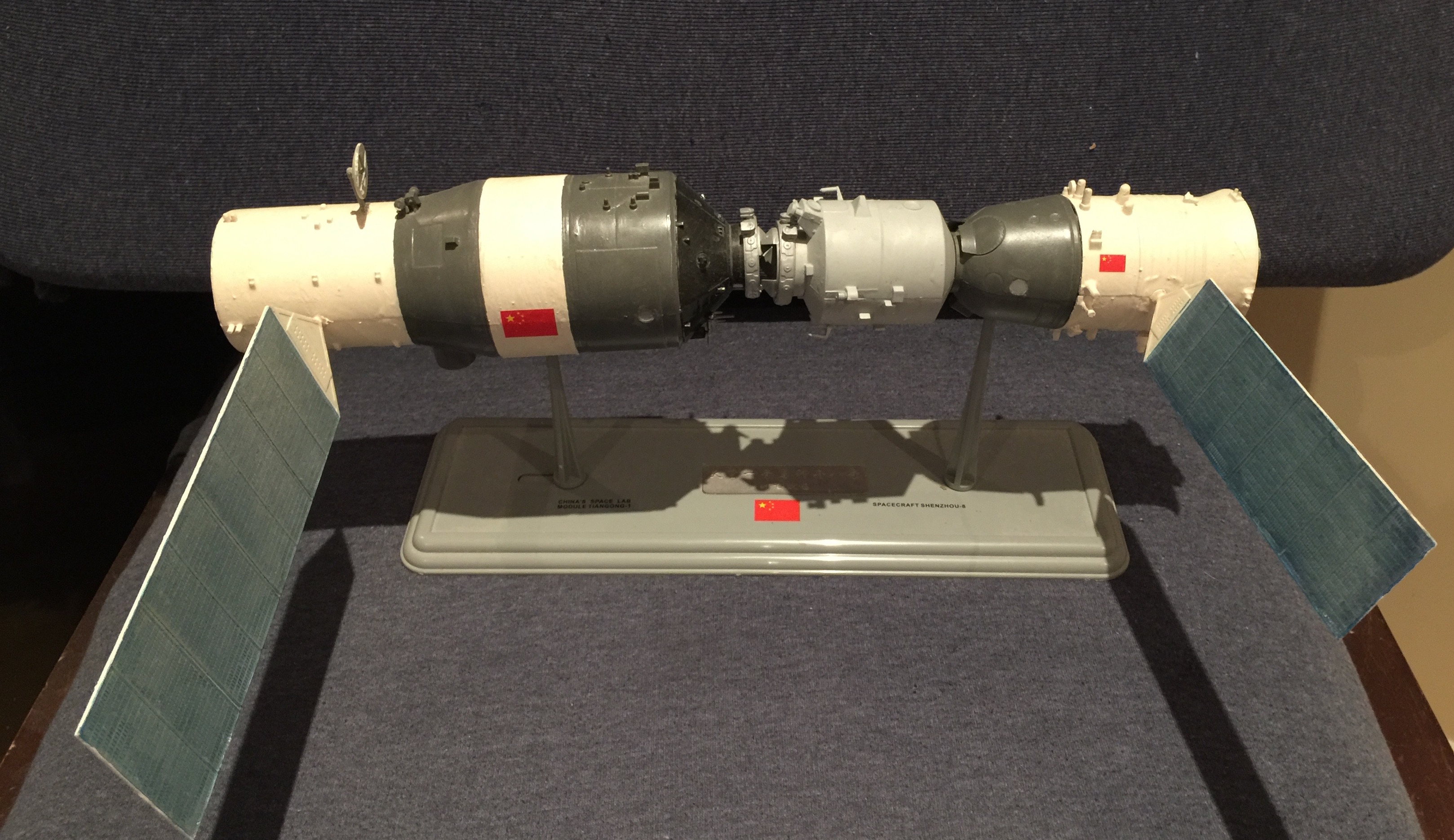
Modelo da combinação da estação espacial chinesa Tiangong Shenzhou

O número de patentes registradas por empresas chinesas relacionadas à computação quântica disparou desde 2013. Em 2014, houve um número semelhante de patentes registradas nos Estados Unidos e na China, mas até 2017 a China registrou quase o dobro, de acordo com a Patinformatics.
A partir da década de 1970, no entanto, os físicos começaram a testar o efeito de entrelaçamento em distâncias crescentes. Em 2015, o mais sofisticado desses testes, que envolveu a medição de elétrons emaranhados a 1,3 quilômetros de distância, mostrou mais uma vez que a ação assustadora é real.
O lançamento do satélite chinês Micius em 2016 poderia ter sido visto como apenas uma adição aos mais de 2.700 instrumentos que já orbitam a Terra. Mas Micius, que se dedica exclusivamente à ciência da informação quântica, sem dúvida representa a liderança do país em uma disputa emergente entre grandes potências nas fronteiras da física. Micius foi o primeiro satélite de comunicações quânticas do mundo e, há vários anos, está na vanguarda da criptografia quântica.  Em 29 de setembro de 2017, em Pequim, Jian-Wei Pan trouxe o primeiro telefone fixo de comunicação quântica de longa distância, conectando a capital da China com a cidade de Xangai a uma distância de mais de 1.900 Km.   Vários grandes bancos chineses estão usando o link quântico Pequim-Xangai que conecta Pequim a Jinan, a Hefei e a Xangai para transferir seus dados mais confidenciais.  O governo dobrou a tecnologia investindo outros US $ 10 bilhões para um novo centro de pesquisa dedicado às ciências da informação quântica em 2018. Neste mesmo ano, a China Electronics Technology Group Corporation (CETC) anunciou que havia construído o primeiro radar quântico com um alcance de cerca de 96 km. Esta tecnologia pode tornar obsoleta a tecnologia de aeronaves stealth. O radar é baseado na tecnologia de medição de fóton único, que mede os estados quânticos de partículas subatômicas repetidamente. É particularmente útil na detecção de sinais extremamente fracos, como aqueles emitidos por um jato stealth. A história do radar quântico começou em 2008, quando Seth Lloyd, um engenheiro quântico do MIT, revelou seu conceito de iluminação quântica. Lloyd argumentou que você poderia detectar mais facilmente um objeto contra um fundo brilhante se, em vez de meramente refletir a luz dele, você explorasse uma conexão quântica entre partículas. Cada fóton tem uma frequência que determina sua energia.
O Laboratório Nacional de Ciências da Informação Quântica estará localizado em Hefei, uma cidade na província de Anhui, com construção prevista para terminar em 2020. Grupos da Europa, Estados Unidos, Canadá, Japão e Singapura iniciaram planos para realizar suas próprias experiências de comunicação quântica no espaço depois do sucesso de Micius. Pesquisadores chineses poderão lançar mais três satélites de tamanho pequeno entre 2020 e 2024 para formar uma rede que possa cumprir mais tarefas de comunicação quântica, um passo crítico para criar a infraestrutura de uma Internet quântica globalizada. A China introduziu em 2020 um protocolo de transferência de tempo quântico com segurança por satélite (QSTT), que permite comunicações mais seguras entre diferentes satélites ou outra tecnologia no espaço. A ambição quântica da China tem paralelos com investimentos semelhantes em inteligência artificial e decorre em parte do desejo de posicionar o país como o líder tecnológico das décadas que se aproximam. É por isso que a maior parte do progresso inicial da China tem sido no campo das comunicações quânticas seguras - por meio de projetos como o Micius, bem como uma rede quântica em terra na província de Shandong, no norte do país. Disse Jian-Wei Pan, o pai do quantum, "No campo das comunicações quânticas, estamos à frente de nossos colegas no mundo". Seu trabalho recebeu um novo ímpeto e urgência pelas revelações de Snowden".

### Inteligência Artificial e robótica
A República Popular da China possui a estratégia de IA mais ambiciosa de todas as nações e fornece o maior número de recursos em todo o mundo para sua implementação. Ela combina uma quantidade gigantesca de dados com talentos, empresas, pesquisa e capital para construir o ecossistema líder em IA do mundo. Especialistas prevêem que a China se tornará a primeira superpotência global de Inteligência Artificial. Em 2020, os especialistas opinaram que a República Popular da China tem a estratégia de IA mais ambiciosa de todas as nações e fornece a maioria dos recursos em todo o mundo para sua implementação. A China combina uma quantidade gigantesca de dados com talentos, empresas, pesquisa e capital para construir o ecossistema de IA líder mundial.  A Forbes previu em 2021 que a China está prestes a se tornar líder mundial em inteligência artificial, big data e aprendizado de máquina.
Em 2017, o Conselho de Estado da República Popular da China (também conhecido como Governo Popular Central) publicou o Plano de Desenvolvimento de Inteligência Artificial. Essa estratégia faz parte do plano nacional ainda maior "Made in China 2025" e também estará vinculada ao novo Silk Road (digital). Com esses planos, a China pretende se tornar a maior potência econômica do mundo e proporcionar ao seu povo prosperidade adequada garantida por um sistema politicamente estável. Além disso, a China está garantindo que os interesses econômicos, militares e diplomáticos sejam salvaguardados dessa maneira. Em 2018, as empresas chinesas estavam experimentando inteligência artificial. O mecanismo de pesquisa Baidu apresentou o primeiro parque de IA do mundo em Pequim e no mesmo ano, a China se tornou líder na fusão de IA com fintech. O Alibaba expandiu seus negócios, melhorando o atendimento ao cliente, detectando fraudes e antecipando problemas, usando as tecnologias chinesas de IA.
A China se tornou rapidamente um líder global em automação. De 2018 a 2020, um aumento de vendas entre 15 e 20 por cento em média ao ano é possível por causa dos robôs industriais. O estoque operacional de robôs industriais marcou em 2020 o nível mais alto do mundo. O plano nacional “Fabricado na China 2025” inclui o fortalecimento dos fornecedores de robôs chineses e o aumento ainda maior de suas participações de mercado na China e no exterior. A China pretende seguir em frente e se classificar entre as 10 nações mais intensamente automatizadas do mundo.

## Histórico

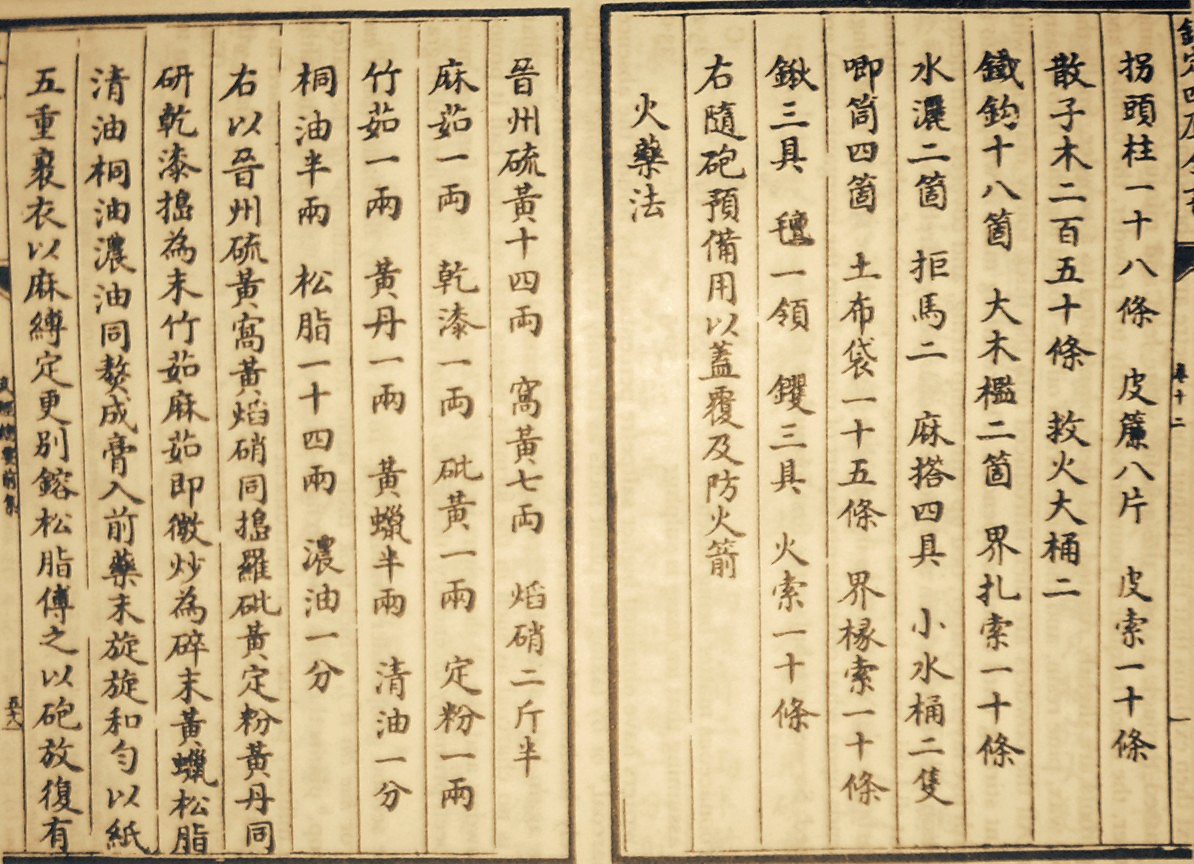
A mais conhecida fórmula de pólvora, do Wujing Zongyao, 1044 d.C.

A China foi um dos líderes mundiais em ciência e tecnologia até a Dinastia Ming. Antigas descobertas e invenções chinesas, como a fabricação do papel, a impressão, a bússola e a pólvora (as Quatro Grandes Invenções), contribuíram para o desenvolvimento econômico de toda a Ásia e Europa. No entanto, a atividade científica chinesa entrou em um declínio prolongado no século XIV. Ao contrário dos cientistas europeus da Revolução Científica, os pensadores chineses medievais não tentaram reduzir as observações da natureza às leis matemáticas e não formaram uma comunidade acadêmica que oferecia a revisão por pares e a pesquisa progressiva. Houve um aumento da concentração sobre a literatura, as artes, a administração pública, enquanto a ciência e a tecnologia eram vistas como triviais ou restritas a um número limitado de aplicações práticas. As causas desta Grande Divergência continuam a ser discutidas.
Depois de repetidas derrotas militares para as nações ocidentais no século XIX, os reformadores chineses começaram a promoção da ciência e da tecnologia modernas, como parte do movimento de auto-fortalecimento. Após a vitória comunista na Guerra Civil Chinesa em 1949, foram feitos esforços para organizar a ciência e a tecnologia baseando-se no modelo da União Soviética. No entanto, a Revolução Cultural (1966-1976) de Mao Tsé-Tung teve um efeito catastrófico na pesquisa chinesa, já que acadêmicos foram perseguidos e a formação de cientistas e engenheiros foi severamente restringida por quase uma década. Após a morte de Mao em 1976, a ciência e a tecnologia se estabeleceram como uma das Quatro Modernizações e o sistema acadêmico de inspiração soviética foi gradualmente reformado.

### Desenvolvimento histórico da política de ciência e tecnologia
Os líderes da China se envolveram mais na formulação de políticas científicas do que os líderes da maioria dos países. A política científica também tem desempenhado um papel significativo nas lutas entre líderes em disputa, que muitas vezes agiam como patronos de diferentes setores do establishment científico. Líderes partidários, não-cientificamente treinados, tradicionalmente levam a ciência e os cientistas a sério, considerando-os chaves para o desenvolvimento econômico e a força nacional. Esforços do governo para direcionar a ciência para promover a economia e gerar recompensas militares, no entanto, historicamente têm sido confrontados com repetidas frustrações. A frustração, por sua vez, contribuiu para frequentes reversões de políticas e exacerbou a tensão inerente entre as elites científicas e políticas sobre os objetivos e o controle da ciência e tecnologia do país. Em qualquer sistema econômico, é provável que haja tensões e divergências de interesses entre gerentes e cientistas, mas na China essas tensões foram extremas e levaram a repetidos episódios de perseguição de cientistas e intelectuais.
Na era pós-Mao, as políticas anti-intelectuais da Revolução Cultural foram revertidas, e líderes importantes como Deng Xiaoping encorajaram o desenvolvimento da ciência. Mas os líderes da China na década de 1980 permaneceram, como seus antecessores nos últimos 100 anos, interessados em ciência principalmente como um meio de força nacional e crescimento econômico.  Desde o início dos anos 80, grandes esforços para reformar o sistema científico e técnico por meio de uma série de mudanças sistêmicas e institucionais foram iniciados a fim de promover a aplicação do conhecimento científico à economia. Como nos últimos 100 anos, formuladores de políticas e cientistas têm lutado com questões como a proporção de pesquisa básica e aplicada, as prioridades de vários campos de pesquisa e os melhores mecanismos para promover a inovação industrial e a assimilação generalizada de tecnologia atualizada.

### Quatro modernizações (1976 a 1985)
Os ataques da Revolução Cultural à ciência e sua depreciação da especialização foram opostos por aqueles dentro do governo e do partido que estavam mais preocupados com o desenvolvimento econômico do que com a pureza revolucionária. No início dos anos 1970, o Premier Zhou Enlai e seu colega Deng Xiaoping tentaram melhorar as condições de trabalho dos cientistas e promover a pesquisa. Na sessão de janeiro de 1975 do IV Congresso Nacional do Povo, Zhou Enlai definiu a meta da China para o resto do século como as Quatro Modernizações, isto é, a modernização da agricultura, indústria, ciência e tecnologia e defesa nacional.

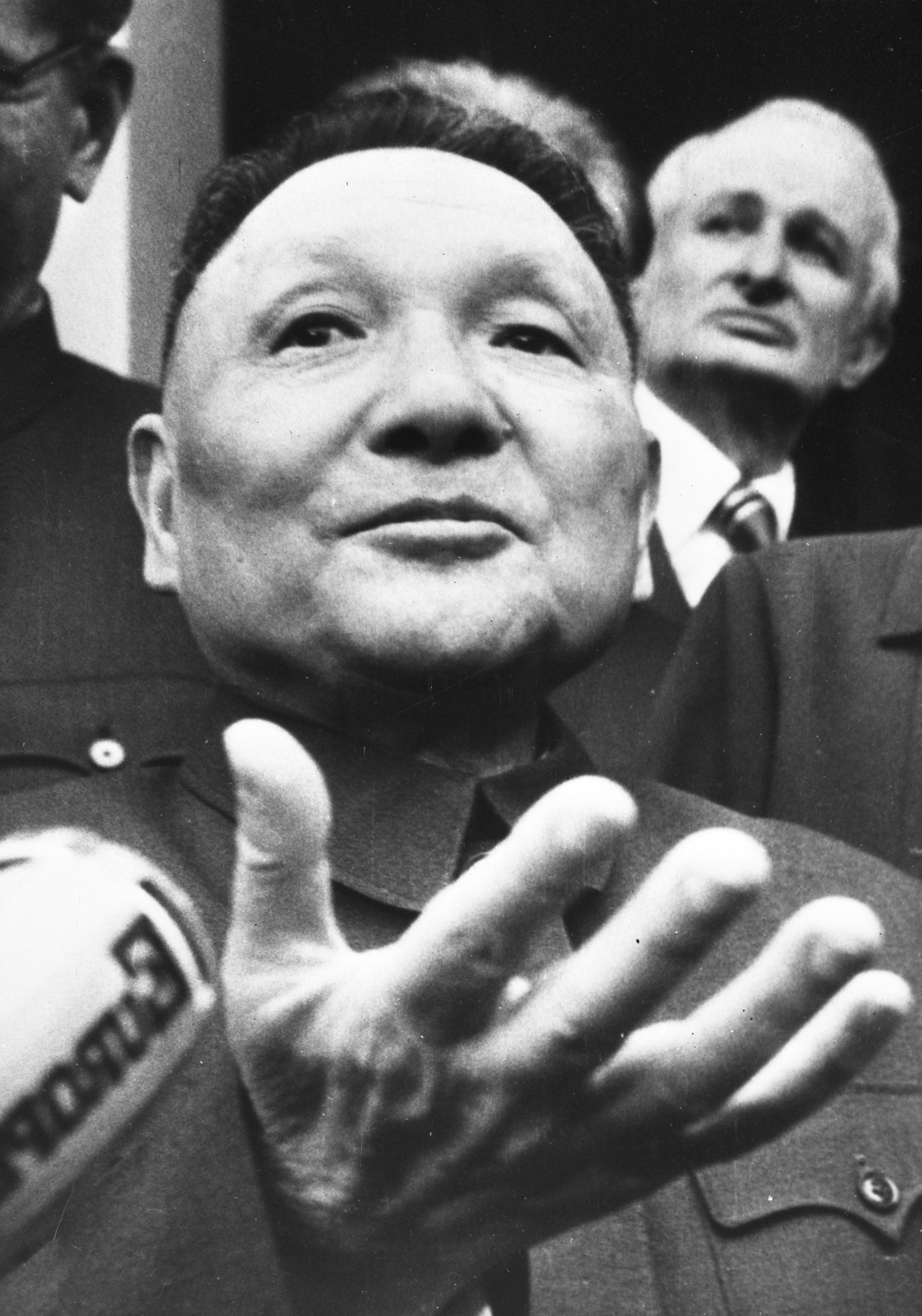
Deng Xiaoping, 6 de abril de 1976

Embora as políticas propostas no discurso tivessem pouco efeito imediato, elas se tornariam o guia básico para o período pós-Mao. Em 1975, Deng Xiaoping, então vice-presidente do Partido Comunista Chinês, vice-premier do governo, e herdeiro político de Zhou Enlai, atuou como patrono e porta-voz dos cientistas chineses.  Sob a direção de Deng, três importantes documentos de política - sobre ciência e tecnologia, indústria e comércio exterior - foram redigidos. Destinado a promover o crescimento econômico, eles pediram a reabilitação de cientistas e especialistas, a reimposição de rigorosos padrões acadêmicos na educação e a importação de tecnologia estrangeira.  As propostas para reverter a maioria das políticas da Revolução Cultural em relação a cientistas e intelectuais foram denunciadas pelos ideólogos e seguidores da Gangue dos Quatro como "ervas daninhas venenosas". A ênfase de Deng na prioridade do desenvolvimento científico e técnico foi condenada pelos radicais como "indo para o caminho capitalista".
Algumas das consequências imediatas da morte de Mao e a subseqüente derrubada da Camarilha dos Quatro, em outubro de 1976, foram as inversões das políticas de ciência e educação. Durante 1977, os partidários mais contundentes da Camarilha dos Quatro foram removidos de posições de autoridade em institutos de pesquisa e universidades e substituídos por cientistas e intelectuais profissionalmente qualificados. Instituições acadêmicas e de pesquisa que haviam sido fechadas foram reabertas, e cientistas foram convocados de volta para seus laboratórios do trabalho manual no campo. As revistas científicas retomaram a publicação, muitas vezes com relatórios de pesquisas concluídas antes pararem no verão de 1966. Os meios de comunicação e os cientistas, como parte das "forças produtivas" da sociedade e como "trabalhadores", e não mais como potenciais contra-revolucionários ou burgueses especialistas, se separaram das massas. A publicidade considerável foi para a admissão ou readmissão de cientistas para a filiação partidária.
A Conferência Nacional de Ciência de março de 1978 em Pequim foi um marco na política científica. A conferência, convocada pelo Comitê Central, contou com a presença de muitos dos principais líderes da China, além de 6.000 cientistas e administradores de ciências.  Seu objetivo principal era anunciar publicamente a política do governo e do partido de encorajamento e apoio da ciência e tecnologia.  Um discurso importante do então vice-primeiro-ministro Deng Xiaoping reiterou o conceito de ciência como uma força produtiva e os cientistas como trabalhadores, uma formulação ideológica destinada a remover os fundamentos da vitimização política dos cientistas.
Naquele discurso na Conferência Nacional de Ciências, em março de 1978, Deng Xiaoping declarou:
" O ponto crucial das Quatro Modernizações é o domínio da ciência e tecnologia modernas. Sem o desenvolvimento de alta velocidade da ciência e da tecnologia, é impossível desenvolver a economia nacional em alta velocidade. (1978)"
Discursos do então primeiro-ministro Hua Guofeng e do vice-primeiro-ministro Fang Yi, a principal figura do governo envolvida em ciência e tecnologia, pediram que os cientistas recebam a liberdade para a realização de pesquisas, desde que o trabalho esteja de acordo com as grandes prioridades nacionais.  A pesquisa básica deveria ser apoiada, embora o estresse continuasse a ser aplicado ao trabalho aplicado, e os cientistas da China teriam amplo acesso ao conhecimento estrangeiro através de intercâmbios científicos e técnicos internacionais amplamente expandidos.
Por volta de 1978, foram feitos progressos substanciais no sentido de restaurar o estabelecimento da ciência e da tecnologia ao seu estado pré-Revolução Cultural. Líderes com especial responsabilidade pela ciência e tecnologia juntaram-se aos cientistas seniores reabilitados recentemente para olharem em frente e elaborarem planos abrangentes e muito ambiciosos para um maior desenvolvimento.  O projecto do Plano de Oito Anos para o Desenvolvimento da Ciência e Tecnologia, discutido na Conferência Nacional de Ciência de 1978, apelou a um aumento rápido do número de investigadores, para alcançar os níveis internacionais em meados dos anos 80, e para o trabalho substancial em campos como ciência de laser, voo espacial tripulado e física de alta energia.  Os planos para um rápido avanço em muitas áreas científicas estavam associados aos mesmos pedidos ambiciosos de crescimento econômico e à importação em larga escala de fábricas completas. Em 1979, tornou-se cada vez mais claro que a China não poderia pagar por todas as importações ou projetos científicos desejados por todos os ministérios, autoridades regionais e institutos de pesquisa.  Em fevereiro de 1981, um relatório da Comissão Estadual de Ciência e Tecnologia reverteu o excessivamente ambicioso plano de desenvolvimento científico de oito anos de 1978 e exigiu uma ênfase renovada na aplicação da ciência a problemas práticos e ao treinamento de mais cientistas e engenheiros.
Entre 1981 e 1985, vários novos periódicos discutiram o sistema científico da China e sugeriram melhorias, enquanto os administradores nacionais e locais patrocinaram uma ampla gama de reformas experimentais e reorganizações de órgãos de pesquisa. A extensa discussão e experimentação culminaram em uma decisão de março de 1985 do comitê central do partido pedindo uma reforma completa do sistema científico chinês.

### Crescimento econômico e transferência de tecnologia (1990 a 2002)
A China enfrentou problemas na assimilação de tecnologia nas fábricas que a importaram e na decisão de quais tecnologias estrangeiras importar. Estava ficando claro para os planejadores chineses e fornecedores estrangeiros de tecnologia que esses problemas refletiam deficiências gerais nas habilidades técnicas e administrativas, e que eram problemas econômicos e administrativos gerais. A solução para esses problemas foi vista pelos administradores chineses como estando em reformas da economia e da gestão industrial.
No início dos anos 80, as empresas estrangeiras começaram a transferir tecnologia por meio de acordos de licenciamento e vendas de equipamentos. Mais tarde, na década de 1980, muitas corporações multinacionais começaram a transferir tecnologia entrando em joint ventures com empresas chinesas para se expandir na China. Nos anos 90, a China introduziu regulamentações cada vez mais sofisticadas de investimento estrangeiro, através das quais o acesso ao mercado chinês era negociado para transferência de tecnologia. A entrada da China na Organização Mundial do Comércio em 2001 exigiu essa parada prática, mas os críticos argumentam que ela continua. Os críticos chineses argumentaram que a transferência de tecnologia pode ser útil para recuperar o atraso, mas não cria novas tecnologias de ponta.
A China tem encorajado cada vez mais empresas multinacionais a criar centros de pesquisa e desenvolvimento (P&D) na China. Críticos chineses argumentam que a P&D de propriedade estrangeira beneficia principalmente empresas estrangeiras e remove muitos talentosos pesquisadores chineses de empresas e instituições indígenas. Os defensores chineses argumentam que a P&D estrangeira serve como modelo e incentivo para as empresas indígenas e cria comunidades capacitadas, das quais o trabalho e o conhecimento podem fluir facilmente para as empresas nativas.

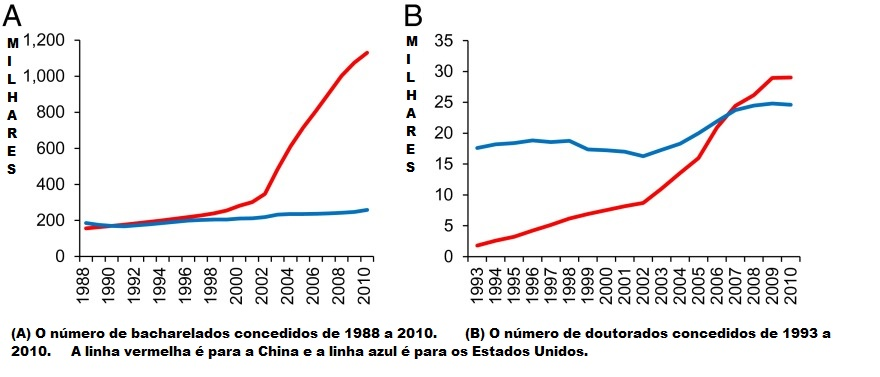
Grafico do número de bacharelados e doutorados concedidos na China.

De acordo com os estatutos dos membros da Academia Chinesa de Ciências (chinês tradicional: 中国科学院院士), adotada em 1992, os membros têm a obrigação de promover a ciência e a tecnologia, defender e manter o espírito científico, desenvolver uma força de trabalho científica e tecnológica, participar de reuniões de membros e receber tarefas de consulta e avaliação e promover intercâmbios internacionais e cooperação. O governo chinês reconhece que os acadêmicos podem dar sugestões e influenciar a política estatal chinesa relacionada à ciência e tecnologia. As propostas da Academia Chinesa de Ciências resultaram no lançamento de vários programas científicos nacionais importantes, incluindo o “Programa 863”, que impulsionou o desenvolvimento geral de alta tecnologia da China, e o “Programa 973” (chinês: 973计划), ou Programa Nacional de Pesquisa Básica, em 1997, chamado para o desenvolvimento da ciência e tecnologia em vários campos. Ao longo dos anos, o programa destinou recursos para áreas como agricultura, saúde, informação, energia, meio ambiente, recursos, população e materiais.
Na década de 1990 o investimento estrangeiro direto (IDE), em grande parte, reformulou a base industrial da China e modernizou sua tecnologia industrial. A China assinou vários acordos biletares. China e Coreia, em 1998, assinaram as oficinas acadêmicas bilaterais e visitas de estudo financiadas conjuntamente por ambas as partes. A reunião conjunta examinou 12 projetos a serem financiados por ambas as partes em 1999 e discutiu assuntos relevantes em workshops bilaterais a serem financiados por ambas as partes no ano.  Entre 1991 e 2002, uma quantidade muito limitada de gastos com tecnologia foi usada para obter uma licença de tecnologia, enquanto 95% foram em hardware. As grandes e médias empresas gastaram mais em importação de tecnologia do que em P&D até 1999. Em 2001, a China se tornou o país com o maior número de assinantes de telefonia móvel, com 145 milhões de usuários, e suas 179 milhões de linhas fixas foram as segundas mais altas, ao lado dos Estados Unidos.
Nesse período, o campo das ciências biológicas também obteve grande avanço. Em 20 de julho de 1999, um acadêmico da Academia Chinesa de Ciências, foi conferido com 'Cocmos International Prize', por trabalhos nas áreas de taxonomia vegetal, floricultura e recursos vegetais, que contribuíram muito para a pesquisa botânica internacional. Isso atraiu grande atenção da comunidade botânica mundial. Pescadores no condado de Dongshan, província de Fujian, conseguiram um grande número de fósseis de mamíferos com rede de pesca no mar perto de Dongshan, no Estreito de Taiwan. Os paleozoologistas vertebrados verificaram que esses fósseis são mamíferos, como elefantes afiados, veados, rinocerontes, ursos e cavalos. Além disso, acharam fósseis de animais aquáticos, como baleias e caranguejos que viveram na última era glacial (há 15.000 a 30.000 anos).

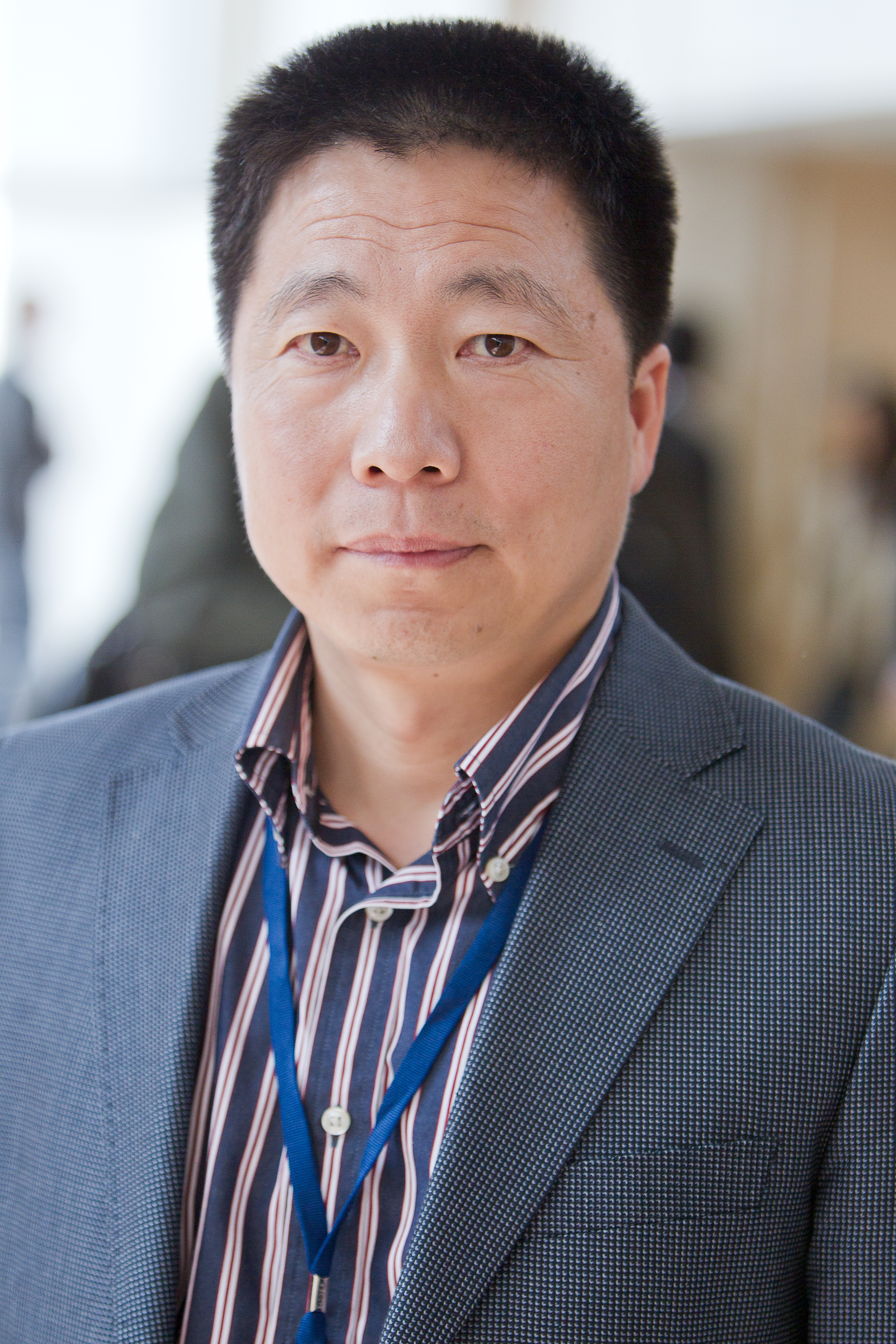
Yang Liwei, primeiro taikonauta (República Popular da China nacional no espaço)

Algumas das empresas mais intensivas em tecnologia levaram a questão da P&D do “Programa 863” a sério ao estabelecerem ou reforçarem seus institutos de P&D. Por exemplo, a Huawei, empresa fundada em 1988, foi obrigada, em seu contrato, a dedicar 10% de sua receita de vendas a P&D e a aumentar as despesas, se necessário. Em 1999, quarenta por cento dos funcionários da empresa estavm envolvidos em P&D, e a empresa também está envolvida em pesquisa exploratória.  Em 2002, a Huawei obteve uma receita de vendas de 17200 milhões de yuans, dos quais 3000 milhões (ou 17,8%) foram gastos em P&D. A empresa, em 2004, possuia 686 tecnologias patenteadas, com 85% sendo patentes de invenção, e sua rede de inteligência ganhou o Prêmio de Progresso Científico e Tecnológico da China em 2002.
A partir de 1985 o desenvolvimento das séries seguintes de foguetes Longa Marcha permitiu ao país iniciar um programa de lançamentos comerciais ao espaço. Uma nova política do governo deu o sinal verde e produziu fundos para o Projeto 921, em 1992, que se destinava novamente a enviar naves tripuladas ao espaço. O Programa Shenzhou teve quatro primeiros voos de teste feitos em naves não-tripuladas, entre 1999 e 2002, alguns deles levando cobaias animais e vegetais à órbita terrestre, até a bem sucedida missão Shenzhou 5, que em 15 de outubro de 2003 colocou em órbita o taikonauta Yang Liwei por 21 horas, tornando a R.P. da China a terceira nação a levar um homem ao espaço.
Durante este período, o campo da matemática viu um aumento do número de matemáticos profissionais mundialmente famosos que levou a um grande número de descobertas, pesquisa e educação matemática. Por exemplo, Yitang Zhang trabalhando na área de teoria dos números, desencadeou uma onda de atividade no campo, como o projeto Polymath8. Terence Tao, o mais jovem participante até hoje na Olimpíada Internacional de Matemática, primeiro competindo aos dez anos; em 1986 (bronze), 1987 (prata) e 1988, quando ganhou a medalha de ouro. Em 2006, recebeu a Medalha Fields por suas contribuições para equações diferenciais parciais, análise combinatória, análise harmônica e teoria aditiva dos números. A China tem as maiores pontuações de equipe e venceu a OIM com uma equipe completa o maior número de vezes. Outras tecnologias civis, como a supercondutividade e o arroz híbrido de alto rendimento, levaram a novos desenvolvimentos devido à aplicação da ciência à indústria e à transferência de tecnologia estrangeira.

### Programa espacial chinês
O programa espacial chinês é um dos mais ativos no mundo e é um grande orgulho nacional. Em 1970, a China lançou seu primeiro satélite, o Dong Fang Hong I. Em 2003, o país se tornou o terceiro a independentemente enviar seres humanos ao espaço, com o taikonauta Yang Liwei a bordo da Shenzhou 5. Em setembro de 2012, oito cidadãos chineses viajaram para o espaço. Em 2008, a China realizou sua primeira caminhada espacial durante a missão Shenzhou 7. Em 2011, o primeiro módulo da estação espacial chinesa, Tiangong-1, foi lançado, marcando o primeiro passo de um projeto para montar uma grande estação tripulada em 2020. O Programa de Exploração Lunar Chinês inclui uma missão de exploração em 2013 e, possivelmente, um pouso lunar tripulado em 2025. A experiência adquirida com o programa lunar poderá ser utilizada para futuros programas, tais como a exploração de Marte e de Vênus. No entanto, alguns analistas estrangeiros têm acusado a China de secretamente usar suas missões espaciais civis para fins militares, como o lançamento de satélites de vigilância.